# Serie B (Italia) 2017-18
La Serie B 2017-18 (conocida como Serie B ConTe.it por razones de patrocinio) fue la temporada número 86 desde su creación en 1929. Un total de 22 equipos disputarán la liga: 15 de la temporada 2016-17, 4 ascendidos de la Lega Pro y 3 descendidos de la Serie A.
El campeonato comenzó el 25 de agosto de 2017 y concluyó el 18 de mayo de 2018 con la 42ª y última jornada del campeonato. Esta temporada se programaron cinco partidos entre semana: 19 de septiembre, 24 de octubre, 27 de febrero, 29 de marzo y 17 de abril. También se confirmó la pausa de invierno del torneo que será durante la primera parte de enero. El último día del año calendario coincidirá con el último partido de la primera ronda, que se jugará el domingo 31 de diciembre de 2017; el campeonato se reanudara el sábado 20 de enero de 2018, con los partidos de la primera jornada de la segunda ronda.

## Equipos participantes

### Ascensos y descensos
| Pos      | a la Serie A |
| -------- | ------------ |
| 1º       | Empoli       |
| 2º       | Parma        |
| Play-Off | Frosinone    |

| Pos | a la Serie B  |
| --- | ------------- |
| 18º | Crotone       |
| 19º | Hellas Verona |
| 20º | Benevento     |

| Pos        | a la Serie B   |
| ---------- | -------------- |
| 1º Grupo A | U.S. Cremonese |
| 1º Grupo B | Venezia F.C.   |
| 1º Grupo C | Foggia         |
| Play-Off   | Parma 1913     |

| Pos | a la Serie C   |
| --- | -------------- |
| 19º | Trapani        |
| 20º | Vicenza        |
| 21º | U.S. Latina    |
| 22º | A.C. Pisa 1909 |

Nota:
- [2] Latina: Al finalizar la temporada el equipo se declaró en quiebra, por tanto, no se puede inscribir en ningún campeonato.

### Datos de los Equipos
| Equipo         | Ciudad        | Entrenador                                                    | Estadio                         | Capacidad | Temporada 2016-17 |
| -------------- | ------------- | ------------------------------------------------------------- | ------------------------------- | --------- | ----------------- |
| Ascoli Picchio | Ascoli Piceno | Fulvio Fiorin y Enzo Maresca Fulvio Fiorin Serse Cosmi        | Cino e Lillo Del Duca           | 20.550    | 15° en la Serie B |
| Avellino       | Avellino      | Walter Novellino Claudio Foscarini                            | Partenio-Adriano Lombardi       | 10.125    | 17° en la Serie B |
| Bari           | Bari          | Fabio Grosso                                                  | San Nicola                      | 58.270    | 12° en la Serie B |
| Brescia        | Brescia       | Roberto Boscaglia Pasquale Marino Roberto Boscaglia Ivo Pulga | Mario Rigamonti                 | 27.547    | 14° en la Serie B |
| Carpi          | Carpi         | Antonio Calabro                                               | Sandro Cabassi                  | 4.164     | 7° en la Serie B  |
| Cesena         | Cesena        | Andrea Camplone Fabrizio Castori                              | Dino Manuzzi                    | 23.860    | 13° en la Serie B |
| Cittadella     | Cittadella    | Roberto Venturato                                             | Piercesare Tombolato            | 7.623     | 6° en la Serie B  |
| Cremonese      | Cremona       | Attilio Tesser Andrea Mandorlini                              | Giovanni Zini                   | 20.461    | 1° Lega Pro/A     |
| Empoli         | Empoli        | Vincenzo Vivarini Aurelio Andreazzoli                         | Carlo Castellani                | 16.800    | 18° en la Serie A |
| Foggia         | Foggia        | Giovanni Stroppa                                              | Pino Zaccheria                  | 25.085    | 1° Lega Pro/C     |
| Frosinone      | Frosinone     | Moreno Longo                                                  | Benito Stirpe                   | 16.000    | 3° en la Serie B  |
| Novara         | Novara        | Eugenio Corini Domenico Di Carlo                              | Silvio Piola                    | 17.875    | 9° en la Serie B  |
| Palermo        | Palermo       | Bruno Tedino Roberto Stellone                                 | Renzo Barbera                   | 37.460    | 19° en la Serie A |
| Parma          | Parma         | Roberto D'Aversa                                              | Ennio Tardini                   | 28.783    | 2° Lega Pro/B     |
| Pescara        | Pescara       | Zdeněk Zeman Massimo Epifani Giuseppe Pillon                  | Adriático - Giovanni Cornacchia | 20.476    | 20° en la Serie A |
| Perugia        | Perugia       | Federico Giunti Roberto Breda Alessandro Nesta                | Renato Curi                     | 28.000    | 4° en la Serie B  |
| Pro Vercelli   | Vercelli      | Gianluca Grassadonia Gianluca Atzori Gianluca Grassadonia     | Silvio Piola                    | 4.200     | 16° en la Serie B |
| Salernitana    | Salerno       | Alberto Bollini Stefano Colantuono                            | Arechi                          | 31.300    | 10° en la Serie B |
| Spezia         | La Spezia     | Fabio Gallo                                                   | Alberto Picco                   | 10.000    | 8° en la Serie B  |
| Ternana        | Terni         | Sandro Pochesci Ferruccio Mariani Luigi De Canio              | Libero Liberati                 | 22.000    | 18° en la Serie B |
| Venezia        | Venecia       | Filippo Inzaghi                                               | Pier Luigi Penzo                | 17.500    | 1° Lega Pro/B     |
| Virtus Entella | Chiavari      | Gianpaolo Castorina Alfredo Aglietti Gennaro Volpe            | Comunale                        | 4.154     | 11° en la Serie B |

#### Equipos por región[3]
| Región        | N.º | Equipos                 |
| ------------- | --- | ----------------------- |
| Emilia-Romaña | 3   | Carpi, Cesena y Parma   |
| Apulia        | 2   | Foggia y Bari           |
| Campania      | 2   | Avellino y Salernitana  |
| Liguria       | 2   | Spezia y Virtus Entella |
| Lombardia     | 2   | Brescia y Cremonese     |
| Piamonte      | 2   | Pro Vercelli y Novara   |
| Umbría        | 2   | Perugia y Ternana       |
| Véneto        | 2   | Cittadella y Venezia    |
| Abruzos       | 1   | Delfino Pescara         |
| Lacio         | 1   | Frosinone               |
| Marcas        | 1   | Ascoli Picchio          |
| Sicilia       | 1   | Palermo                 |
| Toscana       | 1   | Empoli                  |

## Clasificación
|  |     | Equipos        | PJ | PG | PE | PP | GF | GC | Dif | Pts |
|  | --- | -------------- | -- | -- | -- | -- | -- | -- | --- | --- |
|  | 1.  | Empoli (C) (A) | 42 | 24 | 13 | 5  | 88 | 49 | +39 | 85  |
|  | 2.  | Parma (A)      | 42 | 21 | 9  | 12 | 57 | 37 | +20 | 72  |
|  | 3.  | Frosinone (A)  | 42 | 19 | 15 | 8  | 65 | 47 | +18 | 72  |
|  | 4.  | Palermo        | 42 | 18 | 17 | 7  | 59 | 39 | +20 | 71  |
|  | 5.  | Venezia        | 42 | 17 | 16 | 9  | 56 | 42 | +14 | 67  |
|  | 6.  | Cittadela      | 42 | 18 | 12 | 12 | 61 | 48 | +13 | 66  |
|  | 7.  | Bari           | 42 | 18 | 13 | 11 | 59 | 48 | +11 | 65  |
|  | 8.  | Perugia        | 42 | 16 | 12 | 14 | 67 | 58 | +9  | 60  |
|  | 9.  | Foggia         | 42 | 16 | 10 | 16 | 66 | 68 | -2  | 58  |
|  | 10. | Spezia         | 42 | 13 | 14 | 15 | 46 | 45 | +1  | 53  |
|  | 11. | Carpi          | 42 | 12 | 16 | 14 | 32 | 46 | -14 | 52  |
|  | 12. | Salernitana    | 42 | 11 | 18 | 13 | 51 | 58 | -7  | 51  |
|  | 13. | Cesena         | 42 | 11 | 17 | 14 | 55 | 61 | -6  | 50  |
|  | 14. | Cremonese      | 42 | 9  | 21 | 12 | 48 | 47 | +1  | 48  |
|  | 15. | Avellino       | 42 | 11 | 15 | 16 | 49 | 60 | -11 | 48  |
|  | 16. | Brescia        | 42 | 11 | 15 | 16 | 41 | 52 | -11 | 48  |
|  | 17. | Pescara        | 42 | 11 | 15 | 16 | 50 | 64 | -14 | 48  |
|  | 18. | Ascoli         | 42 | 11 | 13 | 18 | 40 | 60 | -20 | 46  |
|  | 19. | Virtus Entella | 42 | 10 | 14 | 18 | 41 | 54 | -13 | 44  |
|  | 20. | Novara         | 42 | 10 | 14 | 18 | 42 | 52 | -10 | 44  |
|  | 21. | Pro Vercelli   | 42 | 9  | 13 | 20 | 47 | 70 | -23 | 40  |
|  | 22. | Ternana        | 42 | 7  | 16 | 19 | 62 | 77 | -15 | 37  |

|  | Asciende a Serie A 2018-19                             |
|  | Clasificado para play-off de ascenso                   |
|  | Participarán en play-off por la permanencia en Serie B |
|  | Desciende a Serie C 2018-19                            |
|  | Desciende a Serie D 2018-19                            |

## Calendario
El calendario fue sorteado el 3 de agosto de 2017 en el Castello Svevo en Bari.
- Los horarios corresponden al huso horario de Italia (Hora central europea): UTC+1 en horario estándar y UTC+2 en horario de verano

### Primera vuelta
| Parma          | 1 - 0 Archivado el 4 de noviembre de 2017 en Wayback Machine. | Cremonese   | Ennio Tardini                   | 25 de agosto | 20:30 |
| Avellino       | 2 - 1 Archivado el 4 de noviembre de 2017 en Wayback Machine. | Brescia     | Partenio-Adriano Lombardi       | 26 de agosto | 20:30 |
| Carpi          | 1 - 0 Archivado el 4 de noviembre de 2017 en Wayback Machine. | Novara      | Sandro Cabassi                  | 26 de agosto | 20:30 |
| Cittadela      | 3 - 2 Archivado el 4 de noviembre de 2017 en Wayback Machine. | Ascoli      | Piercesare Tombolato            | 26 de agosto | 20:30 |
| Palermo        | 2 - 0 Archivado el 4 de noviembre de 2017 en Wayback Machine. | Spezia      | Renzo Barbera                   | 26 de agosto | 20:30 |
| Pro Vercelli   | 0 - 2 Archivado el 4 de noviembre de 2017 en Wayback Machine. | Frosinone   | Silvio Piola                    | 26 de agosto | 20:30 |
| Ternana        | 1 - 1 Archivado el 4 de noviembre de 2017 en Wayback Machine. | Empoli      | Libero Liberati                 | 26 de agosto | 20:30 |
| Virtus Entella | 1 - 5 Archivado el 4 de noviembre de 2017 en Wayback Machine. | Perugia     | Comunale                        | 26 de agosto | 20:30 |
| Venezia        | 0 - 0 Archivado el 4 de noviembre de 2017 en Wayback Machine. | Salernitana | Pier Luigi Penzo                | 26 de agosto | 20:30 |
| Pescara        | 5 - 1 Archivado el 4 de noviembre de 2017 en Wayback Machine. | Foggia      | Adriático - Giovanni Cornacchia | 27 de agosto | 17:30 |
| Bari           | 3 - 0 Archivado el 4 de noviembre de 2017 en Wayback Machine. | Cesena      | San Nicola                      | 28 de agosto | 20:30 |

| Brescia     | 0 - 0 Archivado el 4 de noviembre de 2017 en Wayback Machine.                                           | Palermo        | Mario Rigamonti           | 2 de septiembre | 18:00 |
| Empoli      | 3 - 2 Archivado el 9 de noviembre de 2017 en Wayback Machine.                                           | Bari           | Carlo Castellani          | 3 de septiembre | 17:30 |
| Ascoli      | 1 - 0 Archivado el 9 de noviembre de 2017 en Wayback Machine.                                           | Pro Vercelli   | Cino e Lillo Del Duca     | 3 de septiembre | 20:30 |
| Cesena      | 0 - 0 Archivado el 9 de noviembre de 2017 en Wayback Machine.                                           | Venezia        | Dino Manuzzi              | 3 de septiembre | 20:30 |
| Cremonese   | 3 - 1 Archivado el 9 de noviembre de 2017 en Wayback Machine.                                           | Avellino       | Giovanni Zini             | 3 de septiembre | 20:30 |
| Foggia      | 1 - 1 Archivado el 9 de noviembre de 2017 en Wayback Machine.                                           | Virtus Entella | Pino Zaccheria            | 3 de septiembre | 20:30 |
| Frosinone   | 2 - 1 Archivado el 9 de noviembre de 2017 en Wayback Machine.                                           | Cittadela      | Partenio-Adriano Lombardi | 3 de septiembre | 20:30 |
| Novara      | 0 - 1 (enlace roto disponible en Internet Archive; véase el historial, la primera versión y la última). | Parma          | Silvio Piola              | 3 de septiembre | 20:30 |
| Perugia     | 4 - 2 Archivado el 9 de noviembre de 2017 en Wayback Machine.                                           | Pescara        | Renato Curi               | 3 de septiembre | 20:30 |
| Spezia      | 0 - 1 Archivado el 9 de noviembre de 2017 en Wayback Machine.                                           | Carpi          | Alberto Picco             | 3 de septiembre | 20:30 |
| Salernitana | 3 - 3 Archivado el 9 de noviembre de 2017 en Wayback Machine.                                           | Ternana        | Arechi                    | 4 de septiembre | 20:30 |

| Pescara      | 3 - 3 Archivado el 16 de noviembre de 2017 en Wayback Machine.                                          | Frosinone      | Adriático - Giovanni Cornacchia | 8 de septiembre  | 20:30 |
| Ascoli       | 1 - 2 (enlace roto disponible en Internet Archive; véase el historial, la primera versión y la última). | Novara         | Cino e Lillo Del Duca           | 9 de septiembre  | 15:00 |
| Avellino     | 5 - 1 Archivado el 16 de noviembre de 2017 en Wayback Machine.                                          | Foggia         | Partenio-Adriano Lombardi       | 9 de septiembre  | 15:00 |
| Bari         | 0 - 2 Archivado el 16 de noviembre de 2017 en Wayback Machine.                                          | Venezia        | San Nicola                      | 9 de septiembre  | 15:00 |
| Carpi        | 1 - 0 Archivado el 16 de noviembre de 2017 en Wayback Machine.                                          | Salernitana    | Sandro Cabassi                  | 9 de septiembre  | 15:00 |
| Palermo      | 3 - 3 Archivado el 16 de noviembre de 2017 en Wayback Machine.                                          | Empoli         | Renzo Barbera                   | 9 de septiembre  | 15:00 |
| Pro Vercelli | 1 - 4 Archivado el 16 de noviembre de 2017 en Wayback Machine.                                          | Cremonese      | Silvio Piola                    | 9 de septiembre  | 15:00 |
| Spezia       | 2 - 1 Archivado el 16 de noviembre de 2017 en Wayback Machine.                                          | Virtus Entella | Alberto Picco                   | 9 de septiembre  | 15:00 |
| Ternana      | 1 - 0 Archivado el 16 de noviembre de 2017 en Wayback Machine.                                          | Cesena         | Libero Liberati                 | 9 de septiembre  | 15:00 |
| Parma        | 0 - 1 Archivado el 16 de noviembre de 2017 en Wayback Machine.                                          | Brescia        | Ennio Tardini                   | 10 de septiembre | 17:30 |
| Cittadela    | 1 - 1 Archivado el 16 de noviembre de 2017 en Wayback Machine.                                          | Perugia        | Piercesare Tombolato            | 11 de septiembre | 20:30 |

| Venezia        | 0 - 0 Archivado el 20 de noviembre de 2017 en Wayback Machine. | Spezia       | Pier Luigi Penzo          | 15 de septiembre | 19:00 |
| Cesena         | 3 - 1 Archivado el 20 de noviembre de 2017 en Wayback Machine. | Avellino     | Dino Manuzzi              | 15 de septiembre | 21:00 |
| Brescia        | 0 - 0 Archivado el 20 de noviembre de 2017 en Wayback Machine. | Pro Vercelli | Mario Rigamonti           | 16 de septiembre | 15:00 |
| Cremonese      | 1 - 1 Archivado el 20 de noviembre de 2017 en Wayback Machine. | Carpi        | Giovanni Zini             | 16 de septiembre | 15:00 |
| Empoli         | 3 - 0 Archivado el 20 de noviembre de 2017 en Wayback Machine. | Ascoli       | Carlo Castellani          | 16 de septiembre | 15:00 |
| Foggia         | 1 - 1 Archivado el 20 de noviembre de 2017 en Wayback Machine. | Palermo      | Pino Zaccheria            | 16 de septiembre | 15:00 |
| Frosinone      | 3 - 2 Archivado el 20 de noviembre de 2017 en Wayback Machine. | Bari         | Partenio-Adriano Lombardi | 16 de septiembre | 15:00 |
| Novara         | 1 - 0 Archivado el 20 de noviembre de 2017 en Wayback Machine. | Cittadela    | Silvio Piola              | 16 de septiembre | 15:00 |
| Perugia        | 3 - 0 Archivado el 20 de noviembre de 2017 en Wayback Machine. | Parma        | Renato Curi               | 16 de septiembre | 15:00 |
| Salernitana    | 2 - 2 Archivado el 20 de noviembre de 2017 en Wayback Machine. | Pescara      | Arechi                    | 16 de septiembre | 15:00 |
| Virtus Entella | 3 - 1 Archivado el 20 de noviembre de 2017 en Wayback Machine. | Ternana      | Comunale                  | 16 de septiembre | 15:00 |

| Avellino     | 1 - 1 (enlace roto disponible en Internet Archive; véase el historial, la primera versión y la última). | Venezia        | Partenio-Adriano Lombardi       | 18 de septiembre | 20:30 |
| Ascoli       | 0 - 1 Archivado el 13 de diciembre de 2017 en Wayback Machine.                                          | Frosinone      | Cino e Lillo Del Duca           | 19 de septiembre | 20:30 |
| Bari         | 1 - 0 Archivado el 13 de diciembre de 2017 en Wayback Machine.                                          | Cremonese      | San Nicola                      | 19 de septiembre | 20:30 |
| Carpi        | 1 - 3 Archivado el 13 de diciembre de 2017 en Wayback Machine.                                          | Foggia         | Sandro Cabassi                  | 19 de septiembre | 20:30 |
| Cittadela    | 4 - 0 Archivado el 13 de diciembre de 2017 en Wayback Machine.                                          | Cesena         | Piercesare Tombolato            | 19 de septiembre | 20:30 |
| Palermo      | 1 - 0 Archivado el 13 de diciembre de 2017 en Wayback Machine.                                          | Perugia        | Renzo Barbera                   | 19 de septiembre | 20:30 |
| Parma        | 1 - 2 Archivado el 13 de diciembre de 2017 en Wayback Machine.                                          | Empoli         | Ennio Tardini                   | 19 de septiembre | 20:30 |
| Pescara      | 2 - 2 Archivado el 13 de diciembre de 2017 en Wayback Machine.                                          | Virtus Entella | Adriático - Giovanni Cornacchia | 19 de septiembre | 20:30 |
| Pro Vercelli | 1 - 1 Archivado el 13 de diciembre de 2017 en Wayback Machine.                                          | Salernitana    | Silvio Piola                    | 19 de septiembre | 20:30 |
| Spezia       | 1 - 0 Archivado el 13 de diciembre de 2017 en Wayback Machine.                                          | Novara         | Alberto Picco                   | 19 de septiembre | 20:30 |
| Ternana      | 1 - 1 Archivado el 13 de diciembre de 2017 en Wayback Machine.                                          | Brescia        | Libero Liberati                 | 3 de octubre     | 20:30 |

| Bari           | 3 - 0 Archivado el 13 de diciembre de 2017 en Wayback Machine.                                          | Ternana      | San Nicola       | 23 de septiembre | 15:00 |
| Brescia        | 2 - 2 Archivado el 13 de diciembre de 2017 en Wayback Machine.                                          | Foggia       | Mario Rigamonti  | 23 de septiembre | 15:00 |
| Cremonese      | 0 - 0 Archivado el 13 de diciembre de 2017 en Wayback Machine.                                          | Pescara      | Giovanni Zini    | 23 de septiembre | 15:00 |
| Empoli         | 0 - 1 Archivado el 13 de diciembre de 2017 en Wayback Machine.                                          | Cittadela    | Carlo Castellani | 23 de septiembre | 15:00 |
| Novara         | 1 - 2 Archivado el 13 de diciembre de 2017 en Wayback Machine.                                          | Avellino     | Silvio Piola     | 23 de septiembre | 15:00 |
| Perugia        | 1 - 0 Archivado el 13 de diciembre de 2017 en Wayback Machine.                                          | Frosinone    | Renato Curi      | 23 de septiembre | 15:00 |
| Salernitana    | 2 - 0 Archivado el 13 de diciembre de 2017 en Wayback Machine.                                          | Spezia       | Arechi           | 23 de septiembre | 15:00 |
| Virtus Entella | 0 - 0 Archivado el 13 de diciembre de 2017 en Wayback Machine.                                          | Carpi        | Comunale         | 23 de septiembre | 15:00 |
| Venezia        | 0 - 1 Archivado el 13 de diciembre de 2017 en Wayback Machine.                                          | Parma        | Pier Luigi Penzo | 23 de septiembre | 15:00 |
| Cesena         | 0 - 2 Archivado el 13 de diciembre de 2017 en Wayback Machine.                                          | Ascoli       | Dino Manuzzi     | 24 de septiembre | 17:30 |
| Palermo        | 2 - 1 (enlace roto disponible en Internet Archive; véase el historial, la primera versión y la última). | Pro Vercelli | Renzo Barbera    | 25 de septiembre | 20:30 |

| Parma        | 2 - 2 Archivado el 13 de diciembre de 2017 en Wayback Machine. | Salernitana    | Ennio Tardini             | 29 de septiembre | 20:30 |
| Ascoli       | 0 - 0 Archivado el 13 de diciembre de 2017 en Wayback Machine. | Palermo        | Cino e Lillo Del Duca     | 30 de septiembre | 15:00 |
| Avellino     | 3 - 2 Archivado el 13 de diciembre de 2017 en Wayback Machine. | Empoli         | Partenio-Adriano Lombardi | 30 de septiembre | 15:00 |
| Brescia      | 2 - 1 Archivado el 13 de diciembre de 2017 en Wayback Machine. | Perugia        | Mario Rigamonti           | 30 de septiembre | 15:00 |
| Carpi        | 0 - 1 Archivado el 13 de diciembre de 2017 en Wayback Machine. | Pescara        | Sandro Cabassi            | 30 de septiembre | 15:00 |
| Cittadela    | 0 - 1 Archivado el 13 de diciembre de 2017 en Wayback Machine. | Virtus Entella | Piercesare Tombolato      | 30 de septiembre | 15:00 |
| Pro Vercelli | 5 - 2 Archivado el 13 de diciembre de 2017 en Wayback Machine. | Cesena         | Silvio Piola              | 30 de septiembre | 15:00 |
| Spezia       | 1 - 0 Archivado el 13 de diciembre de 2017 en Wayback Machine. | Bari           | Alberto Picco             | 30 de septiembre | 15:00 |
| Ternana      | 2 - 3 Archivado el 13 de diciembre de 2017 en Wayback Machine. | Venezia        | Libero Liberati           | 30 de septiembre | 15:00 |
| Foggia       | 2 - 2 Archivado el 13 de diciembre de 2017 en Wayback Machine. | Novara         | Pino Zaccheria            | 1 de octubre     | 15:00 |
| Frosinone    | 0 - 0 Archivado el 13 de diciembre de 2017 en Wayback Machine. | Cremonese      | Benito Stirpe             | 2 de octubre     | 20:30 |

| Salernitana    | 0 - 0 Archivado el 13 de diciembre de 2017 en Wayback Machine. | Ascoli       | Arechi                          | 7 de octubre | 18:00 |
| Cesena         | 1 - 0 Archivado el 19 de diciembre de 2017 en Wayback Machine. | Spezia       | Dino Manuzzi                    | 7 de octubre | 20:30 |
| Pescara        | 1 - 2 Archivado el 13 de diciembre de 2017 en Wayback Machine. | Cittadela    | Adriático - Giovanni Cornacchia | 8 de octubre | 12:30 |
| Bari           | 2 - 1 Archivado el 13 de diciembre de 2017 en Wayback Machine. | Avellino     | San Nicola                      | 8 de octubre | 15:00 |
| Cremonese      | 3 - 3 Archivado el 13 de diciembre de 2017 en Wayback Machine. | Ternana      | Giovanni Zini                   | 8 de octubre | 15:00 |
| Empoli         | 3 - 1 Archivado el 13 de diciembre de 2017 en Wayback Machine. | Foggia       | Carlo Castellani                | 8 de octubre | 15:00 |
| Palermo        | 1 - 1 Archivado el 13 de diciembre de 2017 en Wayback Machine. | Parma        | Renzo Barbera                   | 8 de octubre | 15:00 |
| Perugia        | 1 - 5 Archivado el 13 de diciembre de 2017 en Wayback Machine. | Pro Vercelli | Renato Curi                     | 8 de octubre | 15:00 |
| Virtus Entella | 3 - 0 Archivado el 13 de diciembre de 2017 en Wayback Machine. | Brescia      | Comunale                        | 8 de octubre | 15:00 |
| Venezia        | 2 - 0 Archivado el 13 de diciembre de 2017 en Wayback Machine. | Carpi        | Pier Luigi Penzo                | 8 de octubre | 15:00 |
| Novara         | 2 - 1 Archivado el 13 de diciembre de 2017 en Wayback Machine. | Frosinone    | Silvio Piola                    | 8 de octubre | 20:30 |

| Foggia         | 2 - 1 Archivado el 30 de diciembre de 2017 en Wayback Machine.                                          | Perugia     | Pino Zaccheria            | 13 de octubre | 20:30 |
| Ascoli         | 3 - 3 Archivado el 30 de diciembre de 2017 en Wayback Machine.                                          | Venezia     | Cino e Lillo Del Duca     | 14 de octubre | 15:00 |
| Brescia        | 0 - 1 (enlace roto disponible en Internet Archive; véase el historial, la primera versión y la última). | Novara      | Mario Rigamonti           | 14 de octubre | 15:00 |
| Carpi          | 2 - 1 Archivado el 30 de diciembre de 2017 en Wayback Machine.                                          | Cesena      | Sandro Cabassi            | 14 de octubre | 15:00 |
| Cittadela      | 1 - 2 Archivado el 30 de diciembre de 2017 en Wayback Machine.                                          | Cremonese   | Piercesare Tombolato      | 14 de octubre | 15:00 |
| Frosinone      | 0 - 0 (enlace roto disponible en Internet Archive; véase el historial, la primera versión y la última). | Palermo     | Benito Stirpe             | 14 de octubre | 15:00 |
| Parma          | 0 - 1 Archivado el 30 de diciembre de 2017 en Wayback Machine.                                          | Pescara     | Ennio Tardini             | 14 de octubre | 15:00 |
| Pro Vercelli   | 2 - 2 Archivado el 30 de diciembre de 2017 en Wayback Machine.                                          | Bari        | Silvio Piola              | 14 de octubre | 15:00 |
| Ternana        | 4 - 2 Archivado el 24 de diciembre de 2017 en Wayback Machine.                                          | Spezia      | Libero Liberati           | 14 de octubre | 15:00 |
| Avellino       | 2 - 3 Archivado el 30 de diciembre de 2017 en Wayback Machine.                                          | Salernitana | Partenio-Adriano Lombardi | 15 de octubre | 17:30 |
| Virtus Entella | 2 - 3 Archivado el 30 de diciembre de 2017 en Wayback Machine.                                          | Empoli      | Comunale                  | 16 de octubre | 20:30 |

| Cremonese    | 2 - 0 Archivado el 30 de diciembre de 2017 en Wayback Machine. | Brescia        | Giovanni Zini                   | 20 de octubre | 19:00 |
| Bari         | 4 - 2 Archivado el 30 de diciembre de 2017 en Wayback Machine. | Cittadela      | San Nicola                      | 20 de octubre | 21:00 |
| Cesena       | 3 - 3 Archivado el 30 de diciembre de 2017 en Wayback Machine. | Foggia         | Dino Manuzzi                    | 21 de octubre | 15:00 |
| Palermo      | 0 - 2 Archivado el 2 de noviembre de 2017 en Wayback Machine.  | Novara         | Renzo Barbera                   | 21 de octubre | 15:00 |
| Parma        | 3 - 1 Archivado el 30 de diciembre de 2017 en Wayback Machine. | Virtus Entella | Ennio Tardini                   | 21 de octubre | 15:00 |
| Pescara      | 2 - 1 Archivado el 30 de diciembre de 2017 en Wayback Machine. | Avellino       | Adriático - Giovanni Cornacchia | 21 de octubre | 15:00 |
| Pro Vercelli | 0 - 0 Archivado el 30 de diciembre de 2017 en Wayback Machine. | Carpi          | Silvio Piola                    | 21 de octubre | 15:00 |
| Salernitana  | 1 - 1 Archivado el 2 de noviembre de 2017 en Wayback Machine.  | Frosinone      | Arechi                          | 21 de octubre | 15:00 |
| Spezia       | 4 - 2 Archivado el 2 de noviembre de 2017 en Wayback Machine.  | Perugia        | Alberto Picco                   | 21 de octubre | 15:00 |
| Ternana      | 1 - 1 Archivado el 30 de diciembre de 2017 en Wayback Machine. | Ascoli         | Libero Liberati                 | 21 de octubre | 15:00 |
| Venezia      | 1 - 0 Archivado el 30 de diciembre de 2017 en Wayback Machine. | Empoli         | Pier Luigi Penzo                | 21 de octubre | 15:00 |

| Brescia        | 2 - 1 Archivado el 2 de noviembre de 2017 en Wayback Machine.                                           | Bari         | Mario Rigamonti           | 23 de octubre | 20:30 |
| Ascoli         | 3 - 1 (enlace roto disponible en Internet Archive; véase el historial, la primera versión y la última). | Spezia       | Cino e Lillo Del Duca     | 24 de octubre | 20:30 |
| Avellino       | 1 - 0 Archivado el 2 de noviembre de 2017 en Wayback Machine.                                           | Pro Vercelli | Partenio-Adriano Lombardi | 24 de octubre | 20:30 |
| Carpi          | 1 - 3 Archivado el 3 de noviembre de 2017 en Wayback Machine.                                           | Palermo      | Sandro Cabassi            | 24 de octubre | 20:30 |
| Cittadela      | 2 - 1 Archivado el 3 de noviembre de 2017 en Wayback Machine.                                           | Venezia      | Piercesare Tombolato      | 24 de octubre | 20:30 |
| Empoli         | 3 - 1 Archivado el 3 de noviembre de 2017 en Wayback Machine.                                           | Pescara      | Carlo Castellani          | 24 de octubre | 20:30 |
| Foggia         | 0 - 3 Archivado el 2 de noviembre de 2017 en Wayback Machine.                                           | Parma        | Pino Zaccheria            | 24 de octubre | 20:30 |
| Frosinone      | 4 - 2 Archivado el 2 de noviembre de 2017 en Wayback Machine.                                           | Ternana      | Benito Stirpe             | 24 de octubre | 20:30 |
| Novara         | 2 - 3 Archivado el 2 de noviembre de 2017 en Wayback Machine.                                           | Salernitana  | Silvio Piola              | 24 de octubre | 20:30 |
| Perugia        | 0 - 3 Archivado el 2 de noviembre de 2017 en Wayback Machine.                                           | Cesena       | Renato Curi               | 24 de octubre | 20:30 |
| Virtus Entella | 1 - 1 Archivado el 2 de noviembre de 2017 en Wayback Machine.                                           | Cremonese    | Comunale                  | 24 de octubre | 20:30 |

| Bari         | 3 - 0 Archivado el 2 de noviembre de 2017 en Wayback Machine. | Ascoli         | San Nicola                      | 28 de octubre | 15:00 |
| Cesena       | 2 - 2 Archivado el 2 de noviembre de 2017 en Wayback Machine. | Novara         | Dino Manuzzi                    | 28 de octubre | 15:00 |
| Cremonese    | 3 - 3 Archivado el 2 de noviembre de 2017 en Wayback Machine. | Perugia        | Giovanni Zini                   | 28 de octubre | 15:00 |
| Palermo      | 2 - 0 Archivado el 2 de noviembre de 2017 en Wayback Machine. | Virtus Entella | Renzo Barbera                   | 28 de octubre | 15:00 |
| Pescara      | 0 - 3 Archivado el 2 de noviembre de 2017 en Wayback Machine. | Brescia        | Adriático - Giovanni Cornacchia | 28 de octubre | 15:00 |
| Salernitana  | 2 - 1 Archivado el 3 de noviembre de 2017 en Wayback Machine. | Empoli         | Arechi                          | 28 de octubre | 15:00 |
| Spezia       | 0 - 0 Archivado el 2 de noviembre de 2017 en Wayback Machine. | Cittadela      | Alberto Picco                   | 28 de octubre | 15:00 |
| Venezia      | 1 - 1 Archivado el 2 de noviembre de 2017 en Wayback Machine. | Frosinone      | Pier Luigi Penzo                | 28 de octubre | 15:00 |
| Parma        | 2 - 0 Archivado el 2 de noviembre de 2017 en Wayback Machine. | Avellino       | Ennio Tardini                   | 29 de octubre | 15:00 |
| Pro Vercelli | 1 - 4 Archivado el 2 de noviembre de 2017 en Wayback Machine. | Foggia         | Silvio Piola                    | 29 de octubre | 17:30 |
| Ternana      | 0 - 0 Archivado el 2 de noviembre de 2017 en Wayback Machine. | Carpi          | Libero Liberati                 | 30 de octubre | 20:30 |

| Pescara        | 2 - 2 Archivado el 12 de noviembre de 2017 en Wayback Machine. | Palermo      | Adriático - Giovanni Cornacchia | 3 de noviembre | 20:30 |
| Brescia        | 1 - 2 Archivado el 16 de noviembre de 2017 en Wayback Machine. | Venezia      | Mario Rigamonti                 | 4 de noviembre | 15:00 |
| Carpi          | 4 - 2 Archivado el 16 de noviembre de 2017 en Wayback Machine. | Ascoli       | Sandro Cabassi                  | 4 de noviembre | 15:00 |
| Cittadela      | 1 - 1 Archivado el 16 de noviembre de 2017 en Wayback Machine. | Ternana      | Piercesare Tombolato            | 4 de noviembre | 15:00 |
| Foggia         | 2 - 3 Archivado el 16 de noviembre de 2017 en Wayback Machine. | Cremonese    | Pino Zaccheria                  | 4 de noviembre | 15:00 |
| Frosinone      | 2 - 1 Archivado el 16 de noviembre de 2017 en Wayback Machine. | Parma        | Benito Stirpe                   | 4 de noviembre | 15:00 |
| Novara         | 0 - 1 Archivado el 16 de noviembre de 2017 en Wayback Machine. | Pro Vercelli | Silvio Piola                    | 4 de noviembre | 15:00 |
| Salernitana    | 2 - 2 Archivado el 16 de noviembre de 2017 en Wayback Machine. | Bari         | Arechi                          | 4 de noviembre | 15:00 |
| Virtus Entella | 2 - 2 Archivado el 16 de noviembre de 2017 en Wayback Machine. | Cesena       | Comunale                        | 4 de noviembre | 15:00 |
| Empoli         | 1 - 1 Archivado el 16 de noviembre de 2017 en Wayback Machine. | Spezia       | Carlo Castellani                | 5 de noviembre | 17:30 |
| Perugia        | 1 - 1 Archivado el 16 de noviembre de 2017 en Wayback Machine. | Avellino     | Renato Curi                     | 5 de noviembre | 20:30 |

| Pro Vercelli | 2 - 1 Archivado el 16 de noviembre de 2017 en Wayback Machine. | Empoli         | Silvio Piola              | 11 de noviembre | 15:00 |
| Avellino     | 0 - 0 Archivado el 16 de noviembre de 2017 en Wayback Machine. | Virtus Entella | Partenio-Adriano Lombardi | 11 de noviembre | 18:00 |
| Spezia       | 1 - 1 Archivado el 16 de noviembre de 2017 en Wayback Machine. | Frosinone      | Alberto Picco             | 11 de noviembre | 20:30 |
| Venezia      | 1 - 0 Archivado el 16 de noviembre de 2017 en Wayback Machine. | Perugia        | Pier Luigi Penzo          | 12 de noviembre | 12:30 |
| Ascoli       | 0 - 2 Archivado el 16 de noviembre de 2017 en Wayback Machine. | Foggia         | Cino e Lillo Del Duca     | 12 de noviembre | 15:00 |
| Carpi        | 1 - 1 Archivado el 16 de noviembre de 2017 en Wayback Machine. | Brescia        | Sandro Cabassi            | 12 de noviembre | 15:00 |
| Cesena       | 3 - 3 Archivado el 16 de noviembre de 2017 en Wayback Machine. | Salernitana    | Dino Manuzzi              | 12 de noviembre | 15:00 |
| Cittadela    | 1 - 2 Archivado el 16 de noviembre de 2017 en Wayback Machine. | Parma          | Piercesare Tombolato      | 12 de noviembre | 15:00 |
| Cremonese    | 1 - 2 Archivado el 16 de noviembre de 2017 en Wayback Machine. | Palermo        | Giovanni Zini             | 12 de noviembre | 15:00 |
| Ternana      | 1 - 1 Archivado el 16 de noviembre de 2017 en Wayback Machine. | Novara         | Libero Liberati           | 12 de noviembre | 15:00 |
| Bari         | 1 - 0 Archivado el 16 de noviembre de 2017 en Wayback Machine. | Pescara        | San Nicola                | 12 de noviembre | 20:30 |

| Frosinone      | 1 - 1 Archivado el 30 de noviembre de 2017 en Wayback Machine. | Avellino     | Benito Stirpe                   | 17 de noviembre | 20:30 |
| Brescia        | 1 - 1 Archivado el 30 de noviembre de 2017 en Wayback Machine. | Spezia       | Mario Rigamonti                 | 18 de noviembre | 15:00 |
| Empoli         | 5 - 3 Archivado el 30 de noviembre de 2017 en Wayback Machine. | Cesena       | Carlo Castellani                | 18 de noviembre | 15:00 |
| Foggia         | 1 - 1 Archivado el 30 de noviembre de 2017 en Wayback Machine. | Ternana      | Pino Zaccheria                  | 18 de noviembre | 15:00 |
| Novara         | 1 - 2 Archivado el 30 de noviembre de 2017 en Wayback Machine. | Bari         | Silvio Piola                    | 18 de noviembre | 15:00 |
| Parma          | 4 - 0 Archivado el 30 de noviembre de 2017 en Wayback Machine. | Ascoli       | Ennio Tardini                   | 18 de noviembre | 15:00 |
| Perugia        | 5 - 0 Archivado el 30 de noviembre de 2017 en Wayback Machine. | Carpi        | Renato Curi                     | 18 de noviembre | 15:00 |
| Pescara        | 3 - 1 Archivado el 30 de noviembre de 2017 en Wayback Machine. | Pro Vercelli | Adriático - Giovanni Cornacchia | 18 de noviembre | 15:00 |
| Virtus Entella | 0 - 0 Archivado el 30 de noviembre de 2017 en Wayback Machine. | Venezia      | Comunale                        | 18 de noviembre | 15:00 |
| Salernitana    | 1 - 1 Archivado el 30 de noviembre de 2017 en Wayback Machine. | Cremonese    | Arechi                          | 19 de noviembre | 17:30 |
| Palermo        | 0 - 3 Archivado el 30 de noviembre de 2017 en Wayback Machine. | Cittadela    | Renzo Barbera                   | 20 de noviembre | 20:30 |

| Empoli       | 3 - 3 Archivado el 6 de diciembre de 2017 en Wayback Machine.  | Frosinone      | Carlo Castellani          | 24 de noviembre | 20:30 |
| Ascoli       | 0 - 0 Archivado el 6 de diciembre de 2017 en Wayback Machine.  | Cremonese      | Cino e Lillo Del Duca     | 25 de noviembre | 15:00 |
| Avellino     | 1 - 3 Archivado el 6 de diciembre de 2017 en Wayback Machine.  | Palermo        | Partenio-Adriano Lombardi | 25 de noviembre | 15:00 |
| Carpi        | 2 - 1 Archivado el 8 de diciembre de 2017 en Wayback Machine.  | Parma          | Sandro Cabassi            | 25 de noviembre | 15:00 |
| Cittadela    | 2 - 1 Archivado el 6 de diciembre de 2017 en Wayback Machine.  | Salernitana    | Piercesare Tombolato      | 25 de noviembre | 15:00 |
| Pro Vercelli | 1 - 1 Archivado el 6 de diciembre de 2017 en Wayback Machine.  | Virtus Entella | Silvio Piola              | 25 de noviembre | 15:00 |
| Spezia       | 4 - 0 Archivado el 6 de diciembre de 2017 en Wayback Machine.  | Pescara        | Alberto Picco             | 25 de noviembre | 15:00 |
| Venezia      | 1 - 3 Archivado el 6 de diciembre de 2017 en Wayback Machine.  | Novara         | Pier Luigi Penzo          | 25 de noviembre | 15:00 |
| Bari         | 1 - 0 Archivado el 6 de diciembre de 2017 en Wayback Machine.  | Foggia         | San Nicola                | 26 de noviembre | 12:30 |
| Ternana      | 1 - 1 Archivado el 6 de diciembre de 2017 en Wayback Machine.  | Perugia        | Libero Liberati           | 26 de noviembre | 15:00 |
| Cesena       | 1 - 0 Archivado el 14 de diciembre de 2017 en Wayback Machine. | Brescia        | Dino Manuzzi              | 27 de noviembre | 20:30 |

| Brescia        | 2 - 0 Archivado el 14 de diciembre de 2017 en Wayback Machine. | Salernitana  | Mario Rigamonti                 | 2 de diciembre | 15:00 |
| Cremonese      | 1 - 0 Archivado el 14 de diciembre de 2017 en Wayback Machine. | Spezia       | Giovanni Zini                   | 2 de diciembre | 15:00 |
| Foggia         | 1 - 3 Archivado el 14 de diciembre de 2017 en Wayback Machine. | Cittadela    | Pino Zaccheria                  | 2 de diciembre | 15:00 |
| Frosinone      | 3 - 3 Archivado el 14 de diciembre de 2017 en Wayback Machine. | Cesena       | Benito Stirpe                   | 2 de diciembre | 15:00 |
| Novara         | 1 - 1 Archivado el 14 de diciembre de 2017 en Wayback Machine. | Empoli       | Silvio Piola                    | 2 de diciembre | 15:00 |
| Parma          | 3 - 0 Archivado el 14 de diciembre de 2017 en Wayback Machine. | Pro Vercelli | Ennio Tardini                   | 2 de diciembre | 15:00 |
| Pescara        | 3 - 3 Archivado el 14 de diciembre de 2017 en Wayback Machine. | Ternana      | Adriático - Giovanni Cornacchia | 2 de diciembre | 15:00 |
| Palermo        | 0 - 0 Archivado el 14 de diciembre de 2017 en Wayback Machine. | Venezia      | Renzo Barbera                   | 2 de diciembre | 18:00 |
| Avellino       | 1 - 1 Archivado el 14 de diciembre de 2017 en Wayback Machine. | Carpi        | Partenio-Adriano Lombardi       | 3 de diciembre | 15:00 |
| Virtus Entella | 3 - 1 Archivado el 14 de diciembre de 2017 en Wayback Machine. | Bari         | Comunale                        | 3 de diciembre | 17:30 |
| Perugia        | 1 - 0 Archivado el 14 de diciembre de 2017 en Wayback Machine. | Ascoli       | Renato Curi                     | 4 de diciembre | 20:30 |

| Novara      | 1 - 1 Archivado el 14 de diciembre de 2017 en Wayback Machine. | Cremonese      | Silvio Piola          | 8 de diciembre  | 12:30 |
| Ternana     | 1 - 1 Archivado el 14 de diciembre de 2017 en Wayback Machine. | Parma          | Libero Liberati       | 8 de diciembre  | 15:00 |
| Cesena      | 4 - 2 Archivado el 14 de diciembre de 2017 en Wayback Machine. | Pescara        | Dino Manuzzi          | 8 de diciembre  | 18:00 |
| Spezia      | 1 - 0 Archivado el 14 de diciembre de 2017 en Wayback Machine. | Foggia         | Alberto Picco         | 8 de diciembre  | 20:30 |
| Salernitana | 1 - 1 Archivado el 14 de diciembre de 2017 en Wayback Machine. | Perugia        | Arechi                | 9 de diciembre  | 14:00 |
| Ascoli      | 1 - 1 Archivado el 16 de diciembre de 2017 en Wayback Machine. | Virtus Entella | Cino e Lillo Del Duca | 9 de diciembre  | 15:00 |
| Cittadela   | 2 - 2 Archivado el 16 de diciembre de 2017 en Wayback Machine. | Avellino       | Piercesare Tombolato  | 9 de diciembre  | 15:00 |
| Empoli      | 1 - 0 Archivado el 14 de diciembre de 2017 en Wayback Machine. | Carpi          | Carlo Castellani      | 9 de diciembre  | 15:00 |
| Frosinone   | 2 - 0 Archivado el 16 de diciembre de 2017 en Wayback Machine. | Brescia        | Benito Stirpe         | 9 de diciembre  | 15:00 |
| Venezia     | 1 - 1 Archivado el 16 de diciembre de 2017 en Wayback Machine. | Pro Vercelli   | Pier Luigi Penzo      | 9 de diciembre  | 15:00 |
| Bari        | 0 - 3 Archivado el 14 de diciembre de 2017 en Wayback Machine. | Palermo        | San Nicola            | 10 de diciembre | 17:30 |

| Foggia         | 2 - 2 Archivado el 29 de diciembre de 2017 en Wayback Machine. | Venezia     | Pino Zaccheria                  | 15 de diciembre | 20:30 |
| Avellino       | 1 - 1 Archivado el 29 de diciembre de 2017 en Wayback Machine. | Ascoli      | Partenio-Adriano Lombardi       | 16 de diciembre | 15:00 |
| Carpi          | 1 - 1 Archivado el 29 de diciembre de 2017 en Wayback Machine. | Frosinone   | Sandro Cabassi                  | 16 de diciembre | 15:00 |
| Cremonese      | 1 - 1 Archivado el 29 de diciembre de 2017 en Wayback Machine. | Empoli      | Giovanni Zini                   | 16 de diciembre | 15:00 |
| Palermo        | 1 - 0 Archivado el 29 de diciembre de 2017 en Wayback Machine. | Ternana     | Renzo Barbera                   | 16 de diciembre | 15:00 |
| Parma          | 0 - 0 Archivado el 29 de diciembre de 2017 en Wayback Machine. | Cesena      | Ennio Tardini                   | 16 de diciembre | 15:00 |
| Perugia        | 1 - 3 Archivado el 29 de diciembre de 2017 en Wayback Machine. | Bari        | Renato Curi                     | 16 de diciembre | 15:00 |
| Pro Vercelli   | 0 - 2 Archivado el 29 de diciembre de 2017 en Wayback Machine. | Spezia      | Silvio Piola                    | 16 de diciembre | 15:00 |
| Virtus Entella | 0 - 2 Archivado el 29 de diciembre de 2017 en Wayback Machine. | Salernitana | Comunale                        | 16 de diciembre | 15:00 |
| Brescia        | 1 - 1 Archivado el 29 de diciembre de 2017 en Wayback Machine. | Cittadela   | Mario Rigamonti                 | 17 de diciembre | 15:00 |
| Pescara        | 1 - 0 Archivado el 29 de diciembre de 2017 en Wayback Machine. | Novara      | Adriático - Giovanni Cornacchia | 17 de diciembre | 17:30 |

| Venezia     | 1 - 1 Archivado el 1 de enero de 2018 en Wayback Machine. | Cremonese      | Pier Luigi Penzo      | 20 de diciembre | 20:30 |
| Ascoli      | 1 - 1 Archivado el 1 de enero de 2018 en Wayback Machine. | Pescara        | Cino e Lillo Del Duca | 21 de diciembre | 20:30 |
| Bari        | 0 - 0 Archivado el 1 de enero de 2018 en Wayback Machine. | Parma          | San Nicola            | 21 de diciembre | 20:30 |
| Cesena      | 1 - 1 Archivado el 1 de enero de 2018 en Wayback Machine. | Palermo        | Dino Manuzzi          | 21 de diciembre | 20:30 |
| Cittadela   | 0 - 1 Archivado el 1 de enero de 2018 en Wayback Machine. | Carpi          | Piercesare Tombolato  | 21 de diciembre | 20:30 |
| Empoli      | 1 - 1 Archivado el 1 de enero de 2018 en Wayback Machine. | Brescia        | Carlo Castellani      | 21 de diciembre | 20:30 |
| Frosinone   | 4 - 3 Archivado el 1 de enero de 2018 en Wayback Machine. | Virtus Entella | Benito Stirpe         | 21 de diciembre | 20:30 |
| Novara      | 1 - 1 Archivado el 1 de enero de 2018 en Wayback Machine. | Perugia        | Silvio Piola          | 21 de diciembre | 20:30 |
| Salernitana | 0 - 3 Archivado el 1 de enero de 2018 en Wayback Machine. | Foggia         | Arechi                | 21 de diciembre | 20:30 |
| Spezia      | 1 - 0 Archivado el 1 de enero de 2018 en Wayback Machine. | Avellino       | Alberto Picco         | 21 de diciembre | 20:30 |
| Ternana     | 4 - 3 Archivado el 1 de enero de 2018 en Wayback Machine. | Pro Vercelli   | Libero Liberati       | 21 de diciembre | 20:30 |

| Parma          | 0 - 0 Archivado el 1 de enero de 2018 en Wayback Machine. | Spezia      | Ennio Tardini                   | 27 de diciembre | 20:30 |
| Avellino       | 2 - 1 Archivado el 1 de enero de 2018 en Wayback Machine. | Ternana     | Partenio-Adriano Lombardi       | 28 de diciembre | 20:30 |
| Brescia        | 0 - 1 Archivado el 1 de enero de 2018 en Wayback Machine. | Ascoli      | Mario Rigamonti                 | 28 de diciembre | 20:30 |
| Carpi          | 0 - 0 Archivado el 1 de enero de 2018 en Wayback Machine. | Bari        | Sandro Cabassi                  | 28 de diciembre | 20:30 |
| Cremonese      | 1 - 0 Archivado el 1 de enero de 2018 en Wayback Machine. | Cesena      | Giovanni Zini                   | 28 de diciembre | 20:30 |
| Foggia         | 1 - 2 Archivado el 1 de enero de 2018 en Wayback Machine. | Frosinone   | Pino Zaccheria                  | 28 de diciembre | 20:30 |
| Palermo        | 3 - 0 Archivado el 1 de enero de 2018 en Wayback Machine. | Salernitana | Renzo Barbera                   | 28 de diciembre | 20:30 |
| Perugia        | 2 - 4 Archivado el 1 de enero de 2018 en Wayback Machine. | Empoli      | Renato Curi                     | 28 de diciembre | 20:30 |
| Pescara        | 1 - 0 Archivado el 1 de enero de 2018 en Wayback Machine. | Venezia     | Adriático - Giovanni Cornacchia | 28 de diciembre | 20:30 |
| Pro Vercelli   | 1 - 2 Archivado el 1 de enero de 2018 en Wayback Machine. | Cittadela   | Silvio Piola                    | 28 de diciembre | 20:30 |
| Virtus Entella | 2 - 1 Archivado el 1 de enero de 2018 en Wayback Machine. | Novara      | Comunale                        | 28 de diciembre | 20:30 |

### Segunda vuelta
| Novara      | 1 - 0 Archivado el 26 de enero de 2018 en Wayback Machine. | Carpi          | Silvio Piola          | 20 de enero | 15:00 |
| Ascoli      | 1 - 2 Archivado el 26 de enero de 2018 en Wayback Machine. | Cittadela      | Cino e Lillo Del Duca | 20 de enero | 15:00 |
| Cremonese   | 1 - 0 Archivado el 26 de enero de 2018 en Wayback Machine. | Parma          | Giovanni Zini         | 20 de enero | 15:00 |
| Foggia      | 0 - 1 Archivado el 26 de enero de 2018 en Wayback Machine. | Pescara        | Pino Zaccheria        | 20 de enero | 15:00 |
| Frosinone   | 4 - 0 Archivado el 26 de enero de 2018 en Wayback Machine. | Pro Vercelli   | Benito Stirpe         | 20 de enero | 15:00 |
| Empoli      | 2 - 1 Archivado el 26 de enero de 2018 en Wayback Machine. | Ternana        | Carlo Castellani      | 20 de enero | 15:00 |
| Perugia     | 2 - 0 Archivado el 26 de enero de 2018 en Wayback Machine. | Virtus Entella | Renato Curi           | 20 de enero | 15:00 |
| Salernitana | 3 - 2 Archivado el 26 de enero de 2018 en Wayback Machine. | Venezia        | Arechi                | 20 de enero | 15:00 |
| Spezia      | 0 - 0 Archivado el 26 de enero de 2018 en Wayback Machine. | Palermo        | Alberto Picco         | 20 de enero | 18:00 |
| Cesena      | 1 - 1 Archivado el 26 de enero de 2018 en Wayback Machine. | Bari           | Dino Manuzzi          | 20 de enero | 20:30 |
| Brescia     | 2 - 3 Archivado el 26 de enero de 2018 en Wayback Machine. | Avellino       | Mario Rigamonti       | 21 de enero | 15:00 |

| Pescara        | 0 - 2 Archivado el 21 de febrero de 2018 en Wayback Machine. | Perugia     | Adriático - Giovanni Cornacchia | 26 de enero | 20:30 |
| Pro Vercelli   | 2 - 0 Archivado el 21 de febrero de 2018 en Wayback Machine. | Ascoli      | Silvio Piola                    | 27 de enero | 15:00 |
| Palermo        | 2 - 0 Archivado el 21 de febrero de 2018 en Wayback Machine. | Brescia     | Renzo Barbera                   | 27 de enero | 15:00 |
| Venezia        | 1 - 0 Archivado el 21 de febrero de 2018 en Wayback Machine. | Cesena      | Pier Luigi Penzo                | 27 de enero | 15:00 |
| Avellino       | 0 - 0 Archivado el 21 de febrero de 2018 en Wayback Machine. | Cremonese   | Partenio-Adriano Lombardi       | 27 de enero | 15:00 |
| Bari           | 0 - 4 Archivado el 21 de febrero de 2018 en Wayback Machine. | Empoli      | San Nicola                      | 27 de enero | 15:00 |
| Virtus Entella | 1 - 2 Archivado el 19 de febrero de 2018 en Wayback Machine. | Foggia      | Comunale                        | 27 de enero | 15:00 |
| Parma          | 3 - 0 Archivado el 21 de febrero de 2018 en Wayback Machine. | Novara      | Ennio Tardini                   | 27 de enero | 15:00 |
| Carpi          | 2 - 1 Archivado el 21 de febrero de 2018 en Wayback Machine. | Spezia      | Sandro Cabassi                  | 27 de enero | 15:00 |
| Cittadela      | 1 - 2 Archivado el 22 de febrero de 2018 en Wayback Machine. | Frosinone   | Piercesare Tombolato            | 28 de enero | 17:30 |
| Ternana        | 2 - 2 Archivado el 3 de marzo de 2018 en Wayback Machine.    | Salernitana | Libero Liberati                 | 29 de enero | 20:30 |

| Empoli         | 4 - 0 Archivado el 3 de marzo de 2018 en Wayback Machine. | Palermo      | Carlo Castellani | 2 de febrero | 20:30 |
| Novara         | 1 - 2 Archivado el 3 de marzo de 2018 en Wayback Machine. | Ascoli       | Silvio Piola     | 3 de febrero | 15:00 |
| Foggia         | 2 - 1 Archivado el 3 de marzo de 2018 en Wayback Machine. | Avellino     | Pino Zaccheria   | 3 de febrero | 15:00 |
| Venezia        | 3 - 1 Archivado el 3 de marzo de 2018 en Wayback Machine. | Bari         | Pier Luigi Penzo | 3 de febrero | 15:00 |
| Salernitana    | 1 - 2 Archivado el 3 de marzo de 2018 en Wayback Machine. | Carpi        | Arechi           | 3 de febrero | 15:00 |
| Perugia        | 1 - 3 Archivado el 3 de marzo de 2018 en Wayback Machine. | Cittadela    | Renato Curi      | 3 de febrero | 15:00 |
| Brescia        | 2 - 1 Archivado el 3 de marzo de 2018 en Wayback Machine. | Parma        | Mario Rigamonti  | 3 de febrero | 15:00 |
| Frosinone      | 3 - 0 Archivado el 3 de marzo de 2018 en Wayback Machine. | Pescara      | Benito Stirpe    | 3 de febrero | 15:00 |
| Cremonese      | 2 - 3 Archivado el 3 de marzo de 2018 en Wayback Machine. | Pro Vercelli | Giovanni Zini    | 3 de febrero | 15:00 |
| Cesena         | 4 - 3 Archivado el 3 de marzo de 2018 en Wayback Machine. | Ternana      | Dino Manuzzi     | 4 de febrero | 17:30 |
| Virtus Entella | 0 - 1 Archivado el 3 de marzo de 2018 en Wayback Machine. | Spezia       | Comunale         | 5 de febrero | 20:30 |

| Pro Vercelli | 0 - 0 Archivado el 3 de marzo de 2018 en Wayback Machine. | Brescia        | Silvio Piola                    | 10 de febrero | 15:00 |
| Avellino     | 1 - 1 Archivado el 3 de marzo de 2018 en Wayback Machine. | Cesena         | Partenio-Adriano Lombardi       | 10 de febrero | 15:00 |
| Carpi        | 1 - 1 Archivado el 3 de marzo de 2018 en Wayback Machine. | Cremonese      | Sandro Cabassi                  | 10 de febrero | 15:00 |
| Ascoli       | 1 - 2 Archivado el 3 de marzo de 2018 en Wayback Machine. | Empoli         | Cino e Lillo Del Duca           | 10 de febrero | 15:00 |
| Bari         | 1 - 0 Archivado el 3 de marzo de 2018 en Wayback Machine. | Frosinone      | San Nicola                      | 10 de febrero | 15:00 |
| Pescara      | 1 - 0 Archivado el 3 de marzo de 2018 en Wayback Machine. | Salernitana    | Adriático - Giovanni Cornacchia | 10 de febrero | 15:00 |
| Ternana      | 0 - 1 Archivado el 3 de marzo de 2018 en Wayback Machine. | Virtus Entella | Libero Liberati                 | 10 de febrero | 15:00 |
| Spezia       | 1 - 1 Archivado el 3 de marzo de 2018 en Wayback Machine. | Venezia        | Alberto Picco                   | 10 de febrero | 15:00 |
| Parma        | 1 - 1 Archivado el 3 de marzo de 2018 en Wayback Machine. | Perugia        | Ennio Tardini                   | 11 de febrero | 15:00 |
| Cittadela    | 1 - 3 Archivado el 3 de marzo de 2018 en Wayback Machine. | Novara         | Piercesare Tombolato            | 11 de febrero | 17:30 |
| Palermo      | 1 - 2 Archivado el 3 de marzo de 2018 en Wayback Machine. | Foggia         | Renzo Barbera                   | 12 de febrero | 20:30 |

| Cremonese      | 0 - 1 (enlace roto disponible en Internet Archive; véase el historial, la primera versión y la última). | Bari         | Giovanni Zini    | 16 de febrero | 20:30 |
| Venezia        | 3 - 1 (enlace roto disponible en Internet Archive; véase el historial, la primera versión y la última). | Avellino     | Pier Luigi Penzo | 17 de febrero | 15:00 |
| Foggia         | 3 - 0 (enlace roto disponible en Internet Archive; véase el historial, la primera versión y la última). | Carpi        | Pino Zaccheria   | 17 de febrero | 15:00 |
| Cesena         | 0 - 1 (enlace roto disponible en Internet Archive; véase el historial, la primera versión y la última). | Cittadela    | Dino Manuzzi     | 17 de febrero | 15:00 |
| Perugia        | 1 - 0 (enlace roto disponible en Internet Archive; véase el historial, la primera versión y la última). | Palermo      | Renato Curi      | 17 de febrero | 15:00 |
| Empoli         | 4 - 0 (enlace roto disponible en Internet Archive; véase el historial, la primera versión y la última). | Parma        | Carlo Castellani | 17 de febrero | 15:00 |
| Virtus Entella | 0 - 0 (enlace roto disponible en Internet Archive; véase el historial, la primera versión y la última). | Pescara      | Comunale         | 17 de febrero | 15:00 |
| Salernitana    | 0 - 0 (enlace roto disponible en Internet Archive; véase el historial, la primera versión y la última). | Pro Vercelli | Arechi           | 17 de febrero | 15:00 |
| Novara         | 1 - 1 (enlace roto disponible en Internet Archive; véase el historial, la primera versión y la última). | Spezia       | Silvio Piola     | 17 de febrero | 15:00 |
| Frosinone      | 2 - 0 (enlace roto disponible en Internet Archive; véase el historial, la primera versión y la última). | Ascoli       | Benito Stirpe    | 18 de febrero | 15:00 |
| Brescia        | 3 - 1 (enlace roto disponible en Internet Archive; véase el historial, la primera versión y la última). | Ternana      | Mario Rigamonti  | 18 de febrero | 17:30 |

| Spezia       | 3 - 0 (enlace roto disponible en Internet Archive; véase el historial, la primera versión y la última). | Salernitana    | Alberto Picco                   | 23 de febrero | 19:00 |
| Parma        | 1 - 1 (enlace roto disponible en Internet Archive; véase el historial, la primera versión y la última). | Venezia        | Ennio Tardini                   | 23 de febrero | 21:00 |
| Ternana      | 1 - 2 (enlace roto disponible en Internet Archive; véase el historial, la primera versión y la última). | Bari           | Libero Liberati                 | 24 de febrero | 15:00 |
| Foggia       | 1 - 2 (enlace roto disponible en Internet Archive; véase el historial, la primera versión y la última). | Brescia        | Pino Zaccheria                  | 24 de febrero | 15:00 |
| Ascoli       | 2 - 1 (enlace roto disponible en Internet Archive; véase el historial, la primera versión y la última). | Cesena         | Cino e Lillo Del Duca           | 24 de febrero | 15:00 |
| Pescara      | 0 - 0 (enlace roto disponible en Internet Archive; véase el historial, la primera versión y la última). | Cremonese      | Adriático - Giovanni Cornacchia | 24 de febrero | 15:00 |
| Cittadela    | 1 - 1 (enlace roto disponible en Internet Archive; véase el historial, la primera versión y la última). | Empoli         | Piercesare Tombolato            | 24 de febrero | 15:00 |
| Avellino     | 2 - 1 (enlace roto disponible en Internet Archive; véase el historial, la primera versión y la última). | Novara         | Partenio-Adriano Lombardi       | 24 de febrero | 15:00 |
| Pro Vercelli | 0 - 0 (enlace roto disponible en Internet Archive; véase el historial, la primera versión y la última). | Palermo        | Silvio Piola                    | 24 de febrero | 15:00 |
| Frosinone    | 1 - 3 (enlace roto disponible en Internet Archive; véase el historial, la primera versión y la última). | Perugia        | Benito Stirpe                   | 24 de febrero | 15:00 |
| Carpi        | 0 - 0 (enlace roto disponible en Internet Archive; véase el historial, la primera versión y la última). | Virtus Entella | Sandro Cabassi                  | 24 de febrero | 15:00 |

| Salernitana    | 0 - 1 (enlace roto disponible en Internet Archive; véase el historial, la primera versión y la última). | Parma        | Arechi                          | 26 de febrero | 20:30 |
| Palermo        | 4 - 1 (enlace roto disponible en Internet Archive; véase el historial, la primera versión y la última). | Ascoli       | Renzo Barbera                   | 27 de febrero | 20:30 |
| Empoli         | 1 - 1 (enlace roto disponible en Internet Archive; véase el historial, la primera versión y la última). | Avellino     | Carlo Castellani                | 27 de febrero | 20:30 |
| Virtus Entella | 0 - 1 (enlace roto disponible en Internet Archive; véase el historial, la primera versión y la última). | Cittadela    | Comunale                        | 27 de febrero | 20:30 |
| Novara         | 0 - 1 (enlace roto disponible en Internet Archive; véase el historial, la primera versión y la última). | Foggia       | Silvio Piola                    | 27 de febrero | 20:30 |
| Cremonese      | 2 - 2 (enlace roto disponible en Internet Archive; véase el historial, la primera versión y la última). | Frosinone    | Giovanni Zini                   | 27 de febrero | 20:30 |
| Venezia        | 2 - 0 (enlace roto disponible en Internet Archive; véase el historial, la primera versión y la última). | Ternana      | Pier Luigi Penzo                | 27 de febrero | 20:30 |
| Perugia        | 2 - 0 (enlace roto disponible en Internet Archive; véase el historial, la primera versión y la última). | Brescia      | Renato Curi                     | 6 de marzo    | 18:00 |
| Cesena         | 2 - 2 (enlace roto disponible en Internet Archive; véase el historial, la primera versión y la última). | Pro Vercelli | Dino Manuzzi                    | 6 de marzo    | 18:30 |
| Pescara        | 0 - 1 (enlace roto disponible en Internet Archive; véase el historial, la primera versión y la última). | Carpi        | Adriático - Giovanni Cornacchia | 13 de marzo   | 18:00 |
| Bari           | 1 - 1 (enlace roto disponible en Internet Archive; véase el historial, la primera versión y la última). | Spezia       | San Nicola                      | 13 de marzo   | 18:00 |

| Spezia       | 1 - 2 (enlace roto disponible en Internet Archive; véase el historial, la primera versión y la última). | Cesena         | Alberto Picco             | 3 de marzo | 15:00 |
| Ternana      | 2 - 1 (enlace roto disponible en Internet Archive; véase el historial, la primera versión y la última). | Cremonese      | Libero Liberati           | 3 de marzo | 15:00 |
| Frosinone    | 1 - 0 (enlace roto disponible en Internet Archive; véase el historial, la primera versión y la última). | Novara         | Benito Stirpe             | 3 de marzo | 15:00 |
| Cittadela    | 2 - 0 (enlace roto disponible en Internet Archive; véase el historial, la primera versión y la última). | Pescara        | Piercesare Tombolato      | 3 de marzo | 15:00 |
| Ascoli       | 0 - 3 (enlace roto disponible en Internet Archive; véase el historial, la primera versión y la última). | Salernitana    | Cino e Lillo Del Duca     | 3 de marzo | 15:00 |
| Foggia       | 0 - 3 (enlace roto disponible en Internet Archive; véase el historial, la primera versión y la última). | Empoli         | Pino Zaccheria            | 2 de abril | 12:30 |
| Avellino     | 1 - 2 (enlace roto disponible en Internet Archive; véase el historial, la primera versión y la última). | Bari           | Partenio-Adriano Lombardi | 2 de abril | 15:00 |
| Carpi        | 0 - 0 (enlace roto disponible en Internet Archive; véase el historial, la primera versión y la última). | Venezia        | Sandro Cabassi            | 2 de abril | 17:30 |
| Parma        | 3 - 2 (enlace roto disponible en Internet Archive; véase el historial, la primera versión y la última). | Palermo        | Ennio Tardini             | 2 de abril | 20:30 |
| Brescia      | 0 - 0 (enlace roto disponible en Internet Archive; véase el historial, la primera versión y la última). | Virtus Entella | Mario Rigamonti           | 3 de abril | 18:00 |
| Pro Vercelli | 0 - 2 (enlace roto disponible en Internet Archive; véase el historial, la primera versión y la última). | Perugia        | Silvio Piola              | 3 de abril | 18:00 |

| Venezia     | 1 - 0 (enlace roto disponible en Internet Archive; véase el historial, la primera versión y la última). | Ascoli         | Pier Luigi Penzo                | 10 de marzo | 15:00 |
| Cesena      | 0 - 0 (enlace roto disponible en Internet Archive; véase el historial, la primera versión y la última). | Carpi          | Dino Manuzzi                    | 10 de marzo | 15:00 |
| Cremonese   | 1 - 1 (enlace roto disponible en Internet Archive; véase el historial, la primera versión y la última). | Cittadela      | Giovanni Zini                   | 10 de marzo | 15:00 |
| Perugia     | 2 - 0 (enlace roto disponible en Internet Archive; véase el historial, la primera versión y la última). | Foggia         | Renato Curi                     | 10 de marzo | 15:00 |
| Pescara     | 1 - 4 (enlace roto disponible en Internet Archive; véase el historial, la primera versión y la última). | Parma          | Adriático - Giovanni Cornacchia | 10 de marzo | 15:00 |
| Bari        | 2 - 2 (enlace roto disponible en Internet Archive; véase el historial, la primera versión y la última). | Pro Vercelli   | San Nicola                      | 10 de marzo | 15:00 |
| Spezia      | 1 - 1 (enlace roto disponible en Internet Archive; véase el historial, la primera versión y la última). | Ternana        | Alberto Picco                   | 10 de marzo | 15:00 |
| Palermo     | 1 - 0 (enlace roto disponible en Internet Archive; véase el historial, la primera versión y la última). | Frosinone      | Renzo Barbera                   | 10 de marzo | 18:00 |
| Salernitana | 2 - 0 (enlace roto disponible en Internet Archive; véase el historial, la primera versión y la última). | Avellino       | Arechi                          | 11 de marzo | 15:00 |
| Empoli      | 2 - 1 (enlace roto disponible en Internet Archive; véase el historial, la primera versión y la última). | Virtus Entella | Carlo Castellani                | 11 de marzo | 17:30 |
| Novara      | 2 - 1 (enlace roto disponible en Internet Archive; véase el historial, la primera versión y la última). | Brescia        | Silvio Piola                    | 12 de marzo | 20:30 |

| Foggia         | 2 - 1 (enlace roto disponible en Internet Archive; véase el historial, la primera versión y la última). | Cesena       | Pino Zaccheria            | 16 de marzo | 20:30 |
| Cittadela      | 0 - 0 (enlace roto disponible en Internet Archive; véase el historial, la primera versión y la última). | Bari         | Piercesare Tombolato      | 17 de marzo | 15:00 |
| Brescia        | 1 - 1 (enlace roto disponible en Internet Archive; véase el historial, la primera versión y la última). | Cremonese    | Mario Rigamonti           | 17 de marzo | 15:00 |
| Novara         | 2 - 2 (enlace roto disponible en Internet Archive; véase el historial, la primera versión y la última). | Palermo      | Silvio Piola              | 17 de marzo | 15:00 |
| Virtus Entella | 2 - 0 (enlace roto disponible en Internet Archive; véase el historial, la primera versión y la última). | Parma        | Comunale                  | 17 de marzo | 15:00 |
| Frosinone      | 0 - 0 (enlace roto disponible en Internet Archive; véase el historial, la primera versión y la última). | Salernitana  | Benito Stirpe             | 17 de marzo | 15:00 |
| Perugia        | 3 - 0 (enlace roto disponible en Internet Archive; véase el historial, la primera versión y la última). | Spezia       | Renato Curi               | 17 de marzo | 15:00 |
| Ascoli         | 2 - 1 (enlace roto disponible en Internet Archive; véase el historial, la primera versión y la última). | Ternana      | Cino e Lillo Del Duca     | 17 de marzo | 15:00 |
| Empoli         | 3 - 2 (enlace roto disponible en Internet Archive; véase el historial, la primera versión y la última). | Venezia      | Carlo Castellani          | 17 de marzo | 15:00 |
| Avellino       | 2 - 2 (enlace roto disponible en Internet Archive; véase el historial, la primera versión y la última). | Pescara      | Partenio-Adriano Lombardi | 18 de marzo | 17:30 |
| Carpi          | 2 - 0 (enlace roto disponible en Internet Archive; véase el historial, la primera versión y la última). | Pro Vercelli | Sandro Cabassi            | 19 de marzo | 20:30 |

| Spezia       | 1 - 1 (enlace roto disponible en Internet Archive; véase el historial, la primera versión y la última). | Ascoli         | Alberto Picco                   | 24 de marzo | 18:00 |
| Bari         | 3 - 0 (enlace roto disponible en Internet Archive; véase el historial, la primera versión y la última). | Brescia        | San Nicola                      | 24 de marzo | 20:30 |
| Parma        | 3 - 1 (enlace roto disponible en Internet Archive; véase el historial, la primera versión y la última). | Foggia         | Ennio Tardini                   | 25 de marzo | 12:30 |
| Pro Vercelli | 0 - 0 (enlace roto disponible en Internet Archive; véase el historial, la primera versión y la última). | Avellino       | Silvio Piola                    | 25 de marzo | 15:00 |
| Palermo      | 4 - 0 (enlace roto disponible en Internet Archive; véase el historial, la primera versión y la última). | Carpi          | Renzo Barbera                   | 25 de marzo | 15:00 |
| Pescara      | 0 - 1 (enlace roto disponible en Internet Archive; véase el historial, la primera versión y la última). | Empoli         | Adriático - Giovanni Cornacchia | 25 de marzo | 15:00 |
| Ternana      | 0 - 0 (enlace roto disponible en Internet Archive; véase el historial, la primera versión y la última). | Frosinone      | Libero Liberati                 | 25 de marzo | 15:00 |
| Salernitana  | 1 - 0 (enlace roto disponible en Internet Archive; véase el historial, la primera versión y la última). | Novara         | Arechi                          | 25 de marzo | 15:00 |
| Cremonese    | 0 - 1 (enlace roto disponible en Internet Archive; véase el historial, la primera versión y la última). | Virtus Entella | Giovanni Zini                   | 25 de marzo | 15:00 |
| Venezia      | 2 - 1 (enlace roto disponible en Internet Archive; véase el historial, la primera versión y la última). | Cittadela      | Pier Luigi Penzo                | 25 de marzo | 18:00 |
| Cesena       | 1 - 1 (enlace roto disponible en Internet Archive; véase el historial, la primera versión y la última). | Perugia        | Dino Manuzzi                    | 25 de marzo | 20:30 |

| Ascoli         | 1 - 0 (enlace roto disponible en Internet Archive; véase el historial, la primera versión y la última). | Bari         | Cino e Lillo Del Duca     | 28 de marzo | 20:30 |
| Virtus Entella | 1 - 2 (enlace roto disponible en Internet Archive; véase el historial, la primera versión y la última). | Palermo      | Comunale                  | 29 de marzo | 20:30 |
| Avellino       | 1 - 2 (enlace roto disponible en Internet Archive; véase el historial, la primera versión y la última). | Parma        | Partenio-Adriano Lombardi | 29 de marzo | 20:30 |
| Brescia        | 2 - 1 (enlace roto disponible en Internet Archive; véase el historial, la primera versión y la última). | Pescara      | Mario Rigamonti           | 29 de marzo | 20:30 |
| Foggia         | 2 - 1 (enlace roto disponible en Internet Archive; véase el historial, la primera versión y la última). | Pro Vercelli | Pino Zaccheria            | 29 de marzo | 20:30 |
| Empoli         | 2 - 0 (enlace roto disponible en Internet Archive; véase el historial, la primera versión y la última). | Salernitana  | Carlo Castellani          | 29 de marzo | 20:30 |
| Cittadela      | 1 - 2 (enlace roto disponible en Internet Archive; véase el historial, la primera versión y la última). | Spezia       | Piercesare Tombolato      | 29 de marzo | 20:30 |
| Carpi          | 2 - 1 (enlace roto disponible en Internet Archive; véase el historial, la primera versión y la última). | Ternana      | Sandro Cabassi            | 29 de marzo | 20:30 |
| Frosinone      | 2 - 1 (enlace roto disponible en Internet Archive; véase el historial, la primera versión y la última). | Venezia      | Benito Stirpe             | 29 de marzo | 20:30 |
| Novara         | 1 - 0 (enlace roto disponible en Internet Archive; véase el historial, la primera versión y la última). | Cesena       | Silvio Piola              | 30 de marzo | 19:00 |
| Perugia        | 1 - 0 (enlace roto disponible en Internet Archive; véase el historial, la primera versión y la última). | Cremonese    | Renato Curi               | 30 de marzo | 21:00 |

| Ascoli       | 2 - 0 (enlace roto disponible en Internet Archive; véase el historial, la primera versión y la última). | Carpi          | Cino e Lillo Del Duca     | 7 de abril | 15:00 |
| Bari         | 1 - 1 (enlace roto disponible en Internet Archive; véase el historial, la primera versión y la última). | Salernitana    | San Nicola                | 7 de abril | 15:00 |
| Cremonese    | 0 - 4 (enlace roto disponible en Internet Archive; véase el historial, la primera versión y la última). | Foggia         | Giovanni Zini             | 7 de abril | 15:00 |
| Palermo      | 1 - 1 (enlace roto disponible en Internet Archive; véase el historial, la primera versión y la última). | Pescara        | Renzo Barbera             | 7 de abril | 15:00 |
| Parma        | 2 - 0 (enlace roto disponible en Internet Archive; véase el historial, la primera versión y la última). | Frosinone      | Ennio Tardini             | 7 de abril | 15:00 |
| Spezia       | 1 - 1 (enlace roto disponible en Internet Archive; véase el historial, la primera versión y la última). | Empoli         | Alberto Picco             | 7 de abril | 15:00 |
| Ternana      | 5 - 1 (enlace roto disponible en Internet Archive; véase el historial, la primera versión y la última). | Cittadela      | Libero Liberati           | 7 de abril | 15:00 |
| Venezia      | 1 - 2 (enlace roto disponible en Internet Archive; véase el historial, la primera versión y la última). | Brescia        | Pier Luigi Penzo          | 8 de abril | 15:00 |
| Cesena       | 3 - 0 (enlace roto disponible en Internet Archive; véase el historial, la primera versión y la última). | Virtus Entella | Dino Manuzzi              | 8 de abril | 17:30 |
| Pro Vercelli | 0 - 0 (enlace roto disponible en Internet Archive; véase el historial, la primera versión y la última). | Novara         | Silvio Piola              | 8 de abril | 17:30 |
| Avellino     | 2 - 0 (enlace roto disponible en Internet Archive; véase el historial, la primera versión y la última). | Perugia        | Partenio-Adriano Lombardi | 9 de abril | 20:30 |

| Foggia         | 3 - 0 (enlace roto disponible en Internet Archive; véase el historial, la primera versión y la última). | Ascoli       | Pino Zaccheria                  | 13 de abril | 19:00 |
| Parma          | 0 - 0 (enlace roto disponible en Internet Archive; véase el historial, la primera versión y la última). | Cittadela    | Ennio Tardini                   | 13 de abril | 21:00 |
| Brescia        | 1 - 1 (enlace roto disponible en Internet Archive; véase el historial, la primera versión y la última). | Carpi        | Mario Rigamonti                 | 14 de abril | 15:00 |
| Empoli         | 3 - 2 (enlace roto disponible en Internet Archive; véase el historial, la primera versión y la última). | Pro Vercelli | Carlo Castellani                | 14 de abril | 15:00 |
| Frosinone      | 1 - 1 (enlace roto disponible en Internet Archive; véase el historial, la primera versión y la última). | Spezia       | Benito Stirpe                   | 14 de abril | 15:00 |
| Novara         | 0 - 3 (enlace roto disponible en Internet Archive; véase el historial, la primera versión y la última). | Ternana      | Silvio Piola                    | 14 de abril | 15:00 |
| Palermo        | 1 - 1 (enlace roto disponible en Internet Archive; véase el historial, la primera versión y la última). | Cremonese    | Renzo Barbera                   | 14 de abril | 15:00 |
| Perugia        | 1 - 1 (enlace roto disponible en Internet Archive; véase el historial, la primera versión y la última). | Venezia      | Renato Curi                     | 14 de abril | 15:00 |
| Pescara        | 2 - 2 (enlace roto disponible en Internet Archive; véase el historial, la primera versión y la última). | Bari         | Adriático - Giovanni Cornacchia | 14 de abril | 15:00 |
| Salernitana    | 1 - 1 (enlace roto disponible en Internet Archive; véase el historial, la primera versión y la última). | Cesena       | Arechi                          | 14 de abril | 15:00 |
| Virtus Entella | 1 - 1 (enlace roto disponible en Internet Archive; véase el historial, la primera versión y la última). | Avellino     | Comunale                        | 14 de abril | 15:00 |

| Ascoli       | 0 - 1 (enlace roto disponible en Internet Archive; véase el historial, la primera versión y la última). | Parma          | Cino e Lillo Del Duca     | 16 de abril | 20:30 |
| Avellino     | 0 - 2 (enlace roto disponible en Internet Archive; véase el historial, la primera versión y la última). | Frosinone      | Partenio-Adriano Lombardi | 17 de abril | 20:30 |
| Bari         | 1 - 1 (enlace roto disponible en Internet Archive; véase el historial, la primera versión y la última). | Novara         | San Nicola                | 17 de abril | 20:30 |
| Carpi        | 1 - 2 (enlace roto disponible en Internet Archive; véase el historial, la primera versión y la última). | Perugia        | Sandro Cabassi            | 17 de abril | 20:30 |
| Cesena       | 2 - 3 (enlace roto disponible en Internet Archive; véase el historial, la primera versión y la última). | Empoli         | Dino Manuzzi              | 17 de abril | 20:30 |
| Cittadela    | 0 - 0 (enlace roto disponible en Internet Archive; véase el historial, la primera versión y la última). | Palermo        | Piercesare Tombolato      | 17 de abril | 20:30 |
| Cremonese    | 1 - 1 (enlace roto disponible en Internet Archive; véase el historial, la primera versión y la última). | Salernitana    | Giovanni Zini             | 17 de abril | 20:30 |
| Pro Vercelli | 3 - 1 (enlace roto disponible en Internet Archive; véase el historial, la primera versión y la última). | Pescara        | Silvio Piola              | 17 de abril | 20:30 |
| Spezia       | 0 - 1 (enlace roto disponible en Internet Archive; véase el historial, la primera versión y la última). | Brescia        | Alberto Picco             | 17 de abril | 20:30 |
| Ternana      | 2 - 2 (enlace roto disponible en Internet Archive; véase el historial, la primera versión y la última). | Foggia         | Libero Liberati           | 17 de abril | 20:30 |
| Venezia      | 2 - 0 (enlace roto disponible en Internet Archive; véase el historial, la primera versión y la última). | Virtus Entella | Pier Luigi Penzo          | 17 de abril | 20:30 |

| Brescia        | 0 - 0 (enlace roto disponible en Internet Archive; véase el historial, la primera versión y la última). | Cesena       | Mario Rigamonti                 | 21 de abril | 15:00 |
| Cremonese      | 1 - 2 (enlace roto disponible en Internet Archive; véase el historial, la primera versión y la última). | Ascoli       | Giovanni Zini                   | 21 de abril | 15:00 |
| Foggia         | 1 - 1 (enlace roto disponible en Internet Archive; véase el historial, la primera versión y la última). | Bari         | Pino Zaccheria                  | 21 de abril | 15:00 |
| Novara         | 1 - 3 (enlace roto disponible en Internet Archive; véase el historial, la primera versión y la última). | Venezia      | Silvio Piola                    | 21 de abril | 15:00 |
| Palermo        | 3 - 0 (enlace roto disponible en Internet Archive; véase el historial, la primera versión y la última). | Avellino     | Renzo Barbera                   | 21 de abril | 15:00 |
| Parma          | 2 - 1 (enlace roto disponible en Internet Archive; véase el historial, la primera versión y la última). | Carpi        | Ennio Tardini                   | 21 de abril | 15:00 |
| Salernitana    | 1 - 3 (enlace roto disponible en Internet Archive; véase el historial, la primera versión y la última). | Cittadela    | Arechi                          | 21 de abril | 15:00 |
| Virtus Entella | 3 - 2 (enlace roto disponible en Internet Archive; véase el historial, la primera versión y la última). | Pro Vercelli | Comunale                        | 21 de abril | 15:00 |
| Perugia        | 2 - 3 (enlace roto disponible en Internet Archive; véase el historial, la primera versión y la última). | Ternana      | Renato Curi                     | 22 de abril | 15:00 |
| Pescara        | 3 - 2 (enlace roto disponible en Internet Archive; véase el historial, la primera versión y la última). | Spezia       | Adriático - Giovanni Cornacchia | 22 de abril | 17:30 |
| Frosinone      | 2 - 4 (enlace roto disponible en Internet Archive; véase el historial, la primera versión y la última). | Empoli       | Benito Stirpe                   | 23 de abril | 20:30 |

| Venezia      | 3 - 0 (enlace roto disponible en Internet Archive; véase el historial, la primera versión y la última). | Palermo        | Pier Luigi Penzo      | 27 de abril | 19:00 |
| Bari         | 1 - 0 (enlace roto disponible en Internet Archive; véase el historial, la primera versión y la última). | Virtus Entella | San Nicola            | 27 de abril | 21:00 |
| Ascoli       | 2 - 2 (enlace roto disponible en Internet Archive; véase el historial, la primera versión y la última). | Perugia        | Cino e Lillo Del Duca | 28 de abril | 15:00 |
| Carpi        | 0 - 0 (enlace roto disponible en Internet Archive; véase el historial, la primera versión y la última). | Avellino       | Sandro Cabassi        | 28 de abril | 15:00 |
| Cesena       | 1 - 0 (enlace roto disponible en Internet Archive; véase el historial, la primera versión y la última). | Frosinone      | Dino Manuzzi          | 28 de abril | 15:00 |
| Cittadela    | 3 - 1 (enlace roto disponible en Internet Archive; véase el historial, la primera versión y la última). | Foggia         | Piercesare Tombolato  | 28 de abril | 15:00 |
| Empoli       | 1 - 1 (enlace roto disponible en Internet Archive; véase el historial, la primera versión y la última). | Novara         | Carlo Castellani      | 28 de abril | 15:00 |
| Pro Vercelli | 1 - 0 (enlace roto disponible en Internet Archive; véase el historial, la primera versión y la última). | Parma          | Silvio Piola          | 28 de abril | 15:00 |
| Salernitana  | 4 - 2 (enlace roto disponible en Internet Archive; véase el historial, la primera versión y la última). | Brescia        | Arechi                | 28 de abril | 15:00 |
| Spezia       | 1 - 0 (enlace roto disponible en Internet Archive; véase el historial, la primera versión y la última). | Cremonese      | Alberto Picco         | 28 de abril | 15:00 |
| Ternana      | 0 - 3 (enlace roto disponible en Internet Archive; véase el historial, la primera versión y la última). | Pescara        | Libero Liberati       | 28 de abril | 15:00 |

| Palermo        | 1 - 1 (enlace roto disponible en Internet Archive; véase el historial, la primera versión y la última). | Bari        | Renzo Barbera                   | 30 de abril | 20:30 |
| Avellino       | 0 - 2 (enlace roto disponible en Internet Archive; véase el historial, la primera versión y la última). | Cittadela   | Partenio-Adriano Lombardi       | 1 de mayo   | 12:30 |
| Brescia        | 1 - 2 (enlace roto disponible en Internet Archive; véase el historial, la primera versión y la última). | Frosinone   | Mario Rigamonti                 | 1 de mayo   | 15:00 |
| Carpi          | 0 - 0 (enlace roto disponible en Internet Archive; véase el historial, la primera versión y la última). | Empoli      | Sandro Cabassi                  | 1 de mayo   | 15:00 |
| Cremonese      | 1 - 1 (enlace roto disponible en Internet Archive; véase el historial, la primera versión y la última). | Novara      | Giovanni Zini                   | 1 de mayo   | 15:00 |
| Foggia         | 2 - 1 (enlace roto disponible en Internet Archive; véase el historial, la primera versión y la última). | Spezia      | Pino Zaccheria                  | 1 de mayo   | 15:00 |
| Parma          | 2 - 0 (enlace roto disponible en Internet Archive; véase el historial, la primera versión y la última). | Ternana     | Ennio Tardini                   | 1 de mayo   | 15:00 |
| Pescara        | 0 - 0 (enlace roto disponible en Internet Archive; véase el historial, la primera versión y la última). | Cesena      | Adriático - Giovanni Cornacchia | 1 de mayo   | 15:00 |
| Pro Vercelli   | 0 - 2 (enlace roto disponible en Internet Archive; véase el historial, la primera versión y la última). | Venezia     | Silvio Piola                    | 1 de mayo   | 15:00 |
| Virtus Entella | 1 - 1 (enlace roto disponible en Internet Archive; véase el historial, la primera versión y la última). | Ascoli      | Comunale                        | 1 de mayo   | 15:00 |
| Perugia        | 1 - 1 (enlace roto disponible en Internet Archive; véase el historial, la primera versión y la última). | Salernitana | Renato Curi                     | 1 de mayo   | 18:00 |

| Ascoli      | 1 - 1 Archivado el 13 de mayo de 2018 en Wayback Machine. | Avellino       | Cino e Lillo Del Duca | 5 de mayo | 15:00 |
| Bari        | 3 - 1 Archivado el 13 de mayo de 2018 en Wayback Machine. | Perugia        | San Nicola            | 5 de mayo | 15:00 |
| Cittadela   | 2 - 2 Archivado el 13 de mayo de 2018 en Wayback Machine. | Brescia        | Piercesare Tombolato  | 5 de mayo | 15:00 |
| Frosinone   | 1 - 0 Archivado el 13 de mayo de 2018 en Wayback Machine. | Carpi          | Benito Stirpe         | 5 de mayo | 15:00 |
| Novara      | 1 - 1 Archivado el 13 de mayo de 2018 en Wayback Machine. | Pescara        | Silvio Piola          | 5 de mayo | 15:00 |
| Salernitana | 1 - 0 Archivado el 13 de mayo de 2018 en Wayback Machine. | Virtus Entella | Arechi                | 5 de mayo | 15:00 |
| Spezia      | 5 - 1 Archivado el 13 de mayo de 2018 en Wayback Machine. | Pro Vercelli   | Alberto Picco         | 5 de mayo | 15:00 |
| Ternana     | 2 - 3 Archivado el 13 de mayo de 2018 en Wayback Machine. | Palermo        | Libero Liberati       | 5 de mayo | 15:00 |
| Venezia     | 2 - 1 Archivado el 13 de mayo de 2018 en Wayback Machine. | Foggia         | Pier Luigi Penzo      | 5 de mayo | 15:00 |
| Cesena      | 2 - 1 Archivado el 13 de mayo de 2018 en Wayback Machine. | Parma          | Dino Manuzzi          | 6 de mayo | 17:30 |
| Empoli      | 1 - 1 Archivado el 13 de mayo de 2018 en Wayback Machine. | Cremonese      | Carlo Castellani      | 7 de mayo | 20:30 |

| Avellino       | 1 - 0 (enlace roto disponible en Internet Archive; véase el historial, la primera versión y la última). | Spezia      | Partenio-Adriano Lombardi       | 11 de mayo | 20:30 |
| Brescia        | 0 - 2 (enlace roto disponible en Internet Archive; véase el historial, la primera versión y la última). | Empoli      | Mario Rigamonti                 | 12 de mayo | 15:00 |
| Carpi          | 1 - 1 (enlace roto disponible en Internet Archive; véase el historial, la primera versión y la última). | Cittadela   | Sandro Cabassi                  | 12 de mayo | 15:00 |
| Cremonese      | 5 - 1 (enlace roto disponible en Internet Archive; véase el historial, la primera versión y la última). | Venezia     | Giovanni Zini                   | 12 de mayo | 15:00 |
| Foggia         | 1 - 0 (enlace roto disponible en Internet Archive; véase el historial, la primera versión y la última). | Salernitana | Pino Zaccheria                  | 12 de mayo | 15:00 |
| Palermo        | 0 - 0 (enlace roto disponible en Internet Archive; véase el historial, la primera versión y la última). | Cesena      | Renzo Barbera                   | 12 de mayo | 15:00 |
| Parma          | 1 - 0 (enlace roto disponible en Internet Archive; véase el historial, la primera versión y la última). | Bari        | Ennio Tardini                   | 12 de mayo | 15:00 |
| Perugia        | 1 - 1 (enlace roto disponible en Internet Archive; véase el historial, la primera versión y la última). | Novara      | Renato Curi                     | 12 de mayo | 15:00 |
| Pescara        | 0 - 1 (enlace roto disponible en Internet Archive; véase el historial, la primera versión y la última). | Ascoli      | Adriático - Giovanni Cornacchia | 12 de mayo | 15:00 |
| Pro Vercelli   | 2 - 1 (enlace roto disponible en Internet Archive; véase el historial, la primera versión y la última). | Ternana     | Silvio Piola                    | 12 de mayo | 15:00 |
| Virtus Entella | 0 - 1 (enlace roto disponible en Internet Archive; véase el historial, la primera versión y la última). | Frosinone   | Comunale                        | 12 de mayo | 15:00 |

| Ascoli      | 0 - 0 (enlace roto disponible en Internet Archive; véase el historial, la primera versión y la última). | Brescia        | Cino e Lillo Del Duca     | 18 de mayo | 20:30 |
| Bari        | 2 - 0 (enlace roto disponible en Internet Archive; véase el historial, la primera versión y la última). | Carpi          | San Nicola                | 18 de mayo | 20:30 |
| Cesena      | 1 - 0 (enlace roto disponible en Internet Archive; véase el historial, la primera versión y la última). | Cremonese      | Dino Manuzzi              | 18 de mayo | 20:30 |
| Cittadela   | 2 - 0 (enlace roto disponible en Internet Archive; véase el historial, la primera versión y la última). | Pro Vercelli   | Piercesare Tombolato      | 18 de mayo | 20:30 |
| Empoli      | 2 - 1 (enlace roto disponible en Internet Archive; véase el historial, la primera versión y la última). | Perugia        | Carlo Castellani          | 18 de mayo | 20:30 |
| Frosinone   | 2 - 2 (enlace roto disponible en Internet Archive; véase el historial, la primera versión y la última). | Foggia         | Partenio-Adriano Lombardi | 18 de mayo | 20:30 |
| Novara      | 0 - 1 (enlace roto disponible en Internet Archive; véase el historial, la primera versión y la última). | Virtus Entella | Silvio Piola              | 18 de mayo | 20:30 |
| Salernitana | 0 - 2 (enlace roto disponible en Internet Archive; véase el historial, la primera versión y la última). | Palermo        | Arechi                    | 18 de mayo | 20:30 |
| Spezia      | 0 - 2 (enlace roto disponible en Internet Archive; véase el historial, la primera versión y la última). | Parma          | Alberto Picco             | 18 de mayo | 20:30 |
| Ternana     | 1 - 2 (enlace roto disponible en Internet Archive; véase el historial, la primera versión y la última). | Avellino       | Libero Liberati           | 18 de mayo | 20:30 |
| Venezia     | 0 - 0 (enlace roto disponible en Internet Archive; véase el historial, la primera versión y la última). | Pescara        | Pier Luigi Penzo          | 18 de mayo | 20:30 |

## Play-offs

### Play-off de ascenso
|  | Primera ronda | Primera ronda | Primera ronda |           |   | Semifinales | Semifinales | Semifinales | Semifinales | Semifinales |  |   | Final   | Final | Final | Final | Final |  |
|  |               |               |               |           |   |             |             |             |             |             |  |   |         |       |       |       |       |  |
|  |               |               |               |           |   |             |             |             |             |             |  |   |         |       |       |       |       |  |
|  |               |               |               |           |   |             |             |             |             |             |  |   |         |       |       |       |       |  |
|  |               |               |               |           |   |             |             |             |             |             |  |   |         |       |       |       |       |  |
|  |               |               |               |           |   |             |             |             |             |             |  |   |         |       |       |       |       |  |
|  |               | 5             | Venezia       | 1         | 0 | 1           |             |             |             |             |  |   |         |       |       |       |       |  |
|  |               |               |               | 1         | 0 | 1           |             |             |             |             |  |   |         |       |       |       |       |  |
|  |               |               | 4             | Palermo   | 1 | 1           | 2           |             |             |             |  |   |         |       |       |       |       |  |
|  | 5             | Venezia       | 4             | Palermo   | 1 | 1           | 2           | 3           |             |             |  |   |         |       |       |       |       |  |
|  | 5             | Venezia       |               |           |   |             |             |             |             |             |  |   |         |       |       |       |       |  |
|  | 8             | Perugia       | 0             |           |   |             |             |             |             |             |  |   |         |       |       |       |       |  |
|  | 8             | Perugia       | 0             |           |   |             |             |             |             |             |  | 4 | Palermo | 2     | 0     | 2     |       |  |
|  |               |               |               |           |   |             |             |             |             |             |  | 4 | Palermo | 2     | 0     | 2     |       |  |
|  |               |               | 3             | Frosinone | 1 | 2           | 3           |             |             |             |  |   |         |       |       |       |       |  |
|  | 6             | Cittadela     | 3             | Frosinone | 1 | 2           | 3           | 2           |             |             |  |   |         |       |       |       |       |  |
|  | 6             | Cittadela     |               |           |   |             |             |             |             |             |  |   |         |       |       |       |       |  |
|  | 7             | Bari          | 2             |           |   |             |             |             |             |             |  |   |         |       |       |       |       |  |
|  | 7             | Bari          | 2             |           | 6 | Cittadela   | 1           | 1           | 2           |             |  |   |         |       |       |       |       |  |
|  |               |               |               |           | 6 | Cittadela   | 1           | 1           | 2           |             |  |   |         |       |       |       |       |  |
|  |               |               | 3             | Frosinone | 1 | 1           | 2           |             |             |             |  |   |         |       |       |       |       |  |
|  |               |               | 3             | Frosinone | 1 | 1           | 2           |             |             |             |  |   |         |       |       |       |       |  |
|  |               |               |               |           |   |             |             |             |             |             |  |   |         |       |       |       |       |  |
|  |               |               |               |           |   |             |             |             |             |             |  |   |         |       |       |       |       |  |
|  |               |               |               |           |   |             |             |             |             |             |  |   |         |       |       |       |       |  |
|  |               |               |               |           |   |             |             |             |             |             |  |   |         |       |       |       |       |  |

#### Primera ronda
Se clasificaron los equipos que finalizaron entre el 5.° y el 8.° lugar de la temporada regular, se jugará un solo partido en la cancha del equipo que terminó en la mejor posición en las respectivas llaves. En caso de que el partido finalice en empate, pasará de ronda el equipo local. 
| 3 de junio de 2018, 18:30 | Cittadela           | 2:2 (0:0) | Bari                  | Piercesare Tombolato, Cittadella                           |                                                            |
|                           | Bartolomei 59', 69' | Reporte   | Galano 51' · Nenê 87' | Asistencia: 5.703 espectadores Árbitro(s): Davide Ghersini | Asistencia: 5.703 espectadores Árbitro(s): Davide Ghersini |

| 3 de junio de 2018, 21:00 | Venezia                              | 3:0 (1:0) | Perugia | Pier Luigi Penzo, Venecia                                     |                                                               |
|                           | Štulac 30' · Modolo 74' · Pinato 83' | Reporte   |         | Asistencia: 5.732 espectadores Árbitro(s): Eugenio Abbattista | Asistencia: 5.732 espectadores Árbitro(s): Eugenio Abbattista |

#### Semifinal
La jugarán los ganadores de la primera ronda y los equipos que terminaron en el tercer y cuarto lugar de la temporada regular, se jugarán dos partidos partiendo en la cancha del equipo que ganó la primera ronda.
| 6 de junio de 2018, 18:30 | Cittadela            | 1:1 (1:1) | Frosinone    | Piercesare Tombolato, Cittadella                           |                                                            |
|                           | Brighenti 43' (a.g.) | Reporte   | Paganini 17' | Asistencia: 4.589 espectadores Árbitro(s): Marco Piccinini | Asistencia: 4.589 espectadores Árbitro(s): Marco Piccinini |

| 6 de junio de 2018, 21:00 | Venezia     | 1:1 (0:0) | Palermo       | Pier Luigi Penzo, Venecia                                 |                                                           |
|                           | Marsura 57' | Reporte   | La Gumina 53' | Asistencia: 5.526 espectadores Árbitro(s): Daniele Chiffi | Asistencia: 5.526 espectadores Árbitro(s): Daniele Chiffi |

| 10 de junio de 2018, 18:30 | Palermo           | 1:0 (1:0) | Venezia | Renzo Barbera, Palermo                                         |                                                                |
|                            | Domizzi 5' (a.g.) | Reporte   |         | Asistencia: 28.152 espectadores Árbitro(s): Gianluca Aureliano | Asistencia: 28.152 espectadores Árbitro(s): Gianluca Aureliano |

| 10 de junio de 2018, 21:00 | Frosinone | 1:1 (0:0) | Cittadela  | Benito Stirpe, Frosinone                                |                                                         |
|                            | Gori 47'  | Reporte   | Kouamé 75' | Asistencia: 12.234 espectadores Árbitro(s): Luigi Nasca | Asistencia: 12.234 espectadores Árbitro(s): Luigi Nasca |

#### Final
La juegan los equipos ganadores de las semifinales, serán dos partidos ida y vuelta.
| 13 de junio de 2018, 20:30 | Palermo                              | 2:1 (1:1) | Frosinone | Renzo Barbera, Palermo                                     |                                                            |
|                            | La Gumina 45' · Terranova 81' (a.g.) | Reporte   | Ciano 5'  | Asistencia: 29.050 espectadores Árbitro(s): Daniele Chiffi | Asistencia: 29.050 espectadores Árbitro(s): Daniele Chiffi |

| 16 de junio de 2018, 20:30 | Frosinone                 | 2:0 (0:0) | Palermo | Benito Stirpe, Frosinone      |                               |
|                            | Maiello 52' · Ciano 90+6' | Reporte   |         | Árbitro(s): Federico La Penna | Árbitro(s): Federico La Penna |

### Play-off de descenso
La llave implica a los equipos que terminaron en la 18° y 19ª posición en la temporada regular, definiendo su estadía en partidos de ida y vuelta donde el equipo de peor puesto será local en el primer partido. Al haber empatado ambos partidos sin goles, desciende el equipo con peor clasificación en el torneo, siendo en este caso el Virtus Entella. 
| 24 de mayo de 2018, 20:30 | Virtus Entella | 0:0     | Ascoli | Stadio Comunale, Chiavari                                    |                                                              |
|                           |                | Reporte |        | Asistencia: 4.367 espectadores Árbitro(s): Aleandro Di Paolo | Asistencia: 4.367 espectadores Árbitro(s): Aleandro Di Paolo |

| 31 de mayo de 2018, 20:30 | Ascoli | 0:0     | Virtus Entella | Cino e Lillo Del Duca, Ascoli Piceno                    |                                                         |
|                           |        | Reporte |                | Asistencia: 10.360 espectadores Árbitro(s): Luigi Nasca | Asistencia: 10.360 espectadores Árbitro(s): Luigi Nasca |

## Estadistícas

### Goleadores
Actualizado al último partido jugado el 18 de mayo de 2018.
| Jugador            | Equipo         | Goles |
| ------------------ | -------------- | ----- |
| Francesco Caputo   | Empoli         | 26    |
| Alfredo Donnarumma | Empoli         | 23    |
| Samuel Di Carmine  | Perugia        | 22    |
| Adriano Montalto   | Ternana        | 20    |
| Fabio Mazzeo       | Foggia         | 19    |
| Alberto Cerri      | Perugia        | 15    |
| Camilo Ciano       | Frosinone      | 14    |
| Cristian Galano    | F.C. Bari 1908 | 14    |
| Matteo Ciofani     | Frosinone      | 13    |
| Stefano Pettinari  | Pescara        | 13    |